# Рихард Рети
Рѝхард Рèти (на чешки: Richard Réti; 1889 – 1929) е известен австро-унгарски, а по-късно и чехословашки шахматист, сред най-силните гросмайстори в света през 20-те години на XX век.
Той е и шахматен композитор, теоретик и журналист, автор на широко известните Етюд на Рети и Дебют Рети.
От 1907 до 1929 г. е изиграл 644 официални срещи, от които 289 победи 174 наравно и 181 загуби, с което е постигнал успех 58,4 % от максимално възможния.

## Биография
Рихард Рети е роден на 28 май 1889 г. в град Пезинок, близо Братислава, който тогава се е наричал Пресбург. Градът е бил разположен на територията на Австро-Унгария, която след Трианонския договор (1921) го отстъпва на Чехословакия. Брат му Рудолф (1885 – 1957) е музиколог и пианист. Баща им е бил еврейски лекар. Семейството е било доста богато и осигурява на Рихард френски възпитател. През 1904 г. Рихард се премества с майка си във Виена, където завършва гимназия и учи математика в университета. Той също се увлича от шаха и дълго време решава коя от тези две страсти би предпочел. Твърди се, че е решил да играе шах, след като е забравил дисертацията си, върху която е работил през цялата година и която никой не е виждал дотогава. Не искал да я пише отново и въпреки че професорите са му предричали страхотна научна кариера, той не я завършва. Вместо това става професионалист по шахмат в известното виенско кафене кафене Central, което по това време е било център на виенските шахматисти.
Савелий Тартаковер казва за тогавашния 18-годишен Рихард:
„Рети учи математика, но не е сух математик; играе за Виена, но не е виенчанин; роден е унгарец, но не говори унгарски; говори бързо и е благоразумен и въпреки това става най-добрият шахматист в света, без да достигне короната на световен шампион. Той е художник-изследовател, който не се занимава с причината на материята, а със същността ...“
Рети дебютира на международен турнир във Виена през 1908 г. и се представя неуспешно, заемайки последното място, но през същата година убедително печели турнира Требич. През 1909 – 1914 г. печели редица награди на турнири в Абация, Виена, Будапеща, Манхайм, а истинският творчески разцвет на Рети настъпва след края на Първата световна война: от 1918 до 1929 г. шахматистът участва в няколко десетки турнира и в девет от тях взема първи места.
Член е на символичния клуб на Михаил Чигорин (победители на световни шампиони) от 22 март 1924 г., когато побеждава тогавъшния шампион Хосе Раул Капабланка (виж диаграма 3). Победата на Рети е знакова, защото слага край на серията от игри без загуба на Капабланка, която съществува от 1916 г.
Рети е бил активен професионален шахматист. Участва успешно в турнири и мачове. Многократно изнася сеанси на едновременна игра, включително със завързани очи – на 7 февруари 1925 г. в Сао Пауло гросмайсторът изиграва 29 игри едновременно, без да гледа дъската (+20 -2 = 7), поставяйки световен рекорд (подобрен от Александър Алехин през 1933 г.). По време на I-я международен турнир по шах в Москва през ноември 1925 г. Рети се запознава с Рогнеда Сергейовна Городецкая, дъщеря на руския поет Сергей Митрофанович Городецки. Двойката се жени на следващата година на 37-ия рожден ден на Рети.
На първата по рода си шахматна олимпиада, проведена в Лондон през 1927 г., Рети води отбора на Чехословакия, който завършва на високото пето място, и постигна третия най-добър индивидуален резултат от всички участници. 
Рети е от голямо значение и като теоретик, един от основателите на идеите на хипермодернизма. Изобретател е на началото 1. Кf3 d5 2. c4, наречено на негово име Дебют Рети. То се играе широко и основните идеи за индиректен контрол на центъра сега са част от знанието на всеки добър шахматист. Неговото наследство в областта на шахматната композиция е значително – редица творби, сред които се отличава прочутият Етюд на Рети, в който е приложена маневра, получила по-късно името на композитора и многократно използвана от следващите поколения. Той е успешен автор на шахматна литература, книгите му Die neuen Ideen im Schachspiel („Нови идеи в шаха“) от 1922 г. и Die Meister des Schachbretts („Господари на шахматната дъска“) от 1930 г. се считат за класически произведения на шахматната литература.
Рети е един от най-често споменаваните претенденти за титлата световен шампион, но така и не стига до нея. На 40-годишна възраст той се разболява от тежка скарлатина и неочаквано умира на 6 юни 1929 г. в Прага. Неговата урна е погребана в семейния гроб във Виена в еврейската част на Централните гробища.
Неговият правнук е немският художник Елиас Мария Рети. 
От 1949 г. в Чехословакия се провеждат турнири в памет на Рети.

## Забележителни партии

### Рети – Тартаковер
|   | a | b | c | d | e | f | g | h |   |
| 8 | черен топ на бяло поле a8 · черен кон на черно поле b8 · черен офицер на бяло поле c8 · черен цар на бяло поле e8 · черен офицер на черно поле f8 · черен топ на черно поле h8 · черна пешка на черно поле a7 · черна пешка на бяло поле b7 · черна пешка на бяло поле f7 · черна пешка на черно поле g7 · черна пешка на бяло поле h7 · черна пешка на бяло поле c6 · черна дама на черно поле e5 · черен кон на бяло поле e4 · бяла дама на бяло поле d3 · бяла пешка на бяло поле a2 · бяла пешка на черно поле b2 · бяла пешка на бяло поле c2 · бял офицер на черно поле d2 · бяла пешка на черно поле f2 · бяла пешка на бяло поле g2 · бяла пешка на черно поле h2 · бял цар на черно поле c1 · бял топ на бяло поле d1 · бял офицер на бяло поле f1 · бял кон на черно поле g1 · бял топ на бяло поле h1 | черен топ на бяло поле a8 · черен кон на черно поле b8 · черен офицер на бяло поле c8 · черен цар на бяло поле e8 · черен офицер на черно поле f8 · черен топ на черно поле h8 · черна пешка на черно поле a7 · черна пешка на бяло поле b7 · черна пешка на бяло поле f7 · черна пешка на черно поле g7 · черна пешка на бяло поле h7 · черна пешка на бяло поле c6 · черна дама на черно поле e5 · черен кон на бяло поле e4 · бяла дама на бяло поле d3 · бяла пешка на бяло поле a2 · бяла пешка на черно поле b2 · бяла пешка на бяло поле c2 · бял офицер на черно поле d2 · бяла пешка на черно поле f2 · бяла пешка на бяло поле g2 · бяла пешка на черно поле h2 · бял цар на черно поле c1 · бял топ на бяло поле d1 · бял офицер на бяло поле f1 · бял кон на черно поле g1 · бял топ на бяло поле h1 | черен топ на бяло поле a8 · черен кон на черно поле b8 · черен офицер на бяло поле c8 · черен цар на бяло поле e8 · черен офицер на черно поле f8 · черен топ на черно поле h8 · черна пешка на черно поле a7 · черна пешка на бяло поле b7 · черна пешка на бяло поле f7 · черна пешка на черно поле g7 · черна пешка на бяло поле h7 · черна пешка на бяло поле c6 · черна дама на черно поле e5 · черен кон на бяло поле e4 · бяла дама на бяло поле d3 · бяла пешка на бяло поле a2 · бяла пешка на черно поле b2 · бяла пешка на бяло поле c2 · бял офицер на черно поле d2 · бяла пешка на черно поле f2 · бяла пешка на бяло поле g2 · бяла пешка на черно поле h2 · бял цар на черно поле c1 · бял топ на бяло поле d1 · бял офицер на бяло поле f1 · бял кон на черно поле g1 · бял топ на бяло поле h1 | черен топ на бяло поле a8 · черен кон на черно поле b8 · черен офицер на бяло поле c8 · черен цар на бяло поле e8 · черен офицер на черно поле f8 · черен топ на черно поле h8 · черна пешка на черно поле a7 · черна пешка на бяло поле b7 · черна пешка на бяло поле f7 · черна пешка на черно поле g7 · черна пешка на бяло поле h7 · черна пешка на бяло поле c6 · черна дама на черно поле e5 · черен кон на бяло поле e4 · бяла дама на бяло поле d3 · бяла пешка на бяло поле a2 · бяла пешка на черно поле b2 · бяла пешка на бяло поле c2 · бял офицер на черно поле d2 · бяла пешка на черно поле f2 · бяла пешка на бяло поле g2 · бяла пешка на черно поле h2 · бял цар на черно поле c1 · бял топ на бяло поле d1 · бял офицер на бяло поле f1 · бял кон на черно поле g1 · бял топ на бяло поле h1 | черен топ на бяло поле a8 · черен кон на черно поле b8 · черен офицер на бяло поле c8 · черен цар на бяло поле e8 · черен офицер на черно поле f8 · черен топ на черно поле h8 · черна пешка на черно поле a7 · черна пешка на бяло поле b7 · черна пешка на бяло поле f7 · черна пешка на черно поле g7 · черна пешка на бяло поле h7 · черна пешка на бяло поле c6 · черна дама на черно поле e5 · черен кон на бяло поле e4 · бяла дама на бяло поле d3 · бяла пешка на бяло поле a2 · бяла пешка на черно поле b2 · бяла пешка на бяло поле c2 · бял офицер на черно поле d2 · бяла пешка на черно поле f2 · бяла пешка на бяло поле g2 · бяла пешка на черно поле h2 · бял цар на черно поле c1 · бял топ на бяло поле d1 · бял офицер на бяло поле f1 · бял кон на черно поле g1 · бял топ на бяло поле h1 | черен топ на бяло поле a8 · черен кон на черно поле b8 · черен офицер на бяло поле c8 · черен цар на бяло поле e8 · черен офицер на черно поле f8 · черен топ на черно поле h8 · черна пешка на черно поле a7 · черна пешка на бяло поле b7 · черна пешка на бяло поле f7 · черна пешка на черно поле g7 · черна пешка на бяло поле h7 · черна пешка на бяло поле c6 · черна дама на черно поле e5 · черен кон на бяло поле e4 · бяла дама на бяло поле d3 · бяла пешка на бяло поле a2 · бяла пешка на черно поле b2 · бяла пешка на бяло поле c2 · бял офицер на черно поле d2 · бяла пешка на черно поле f2 · бяла пешка на бяло поле g2 · бяла пешка на черно поле h2 · бял цар на черно поле c1 · бял топ на бяло поле d1 · бял офицер на бяло поле f1 · бял кон на черно поле g1 · бял топ на бяло поле h1 | черен топ на бяло поле a8 · черен кон на черно поле b8 · черен офицер на бяло поле c8 · черен цар на бяло поле e8 · черен офицер на черно поле f8 · черен топ на черно поле h8 · черна пешка на черно поле a7 · черна пешка на бяло поле b7 · черна пешка на бяло поле f7 · черна пешка на черно поле g7 · черна пешка на бяло поле h7 · черна пешка на бяло поле c6 · черна дама на черно поле e5 · черен кон на бяло поле e4 · бяла дама на бяло поле d3 · бяла пешка на бяло поле a2 · бяла пешка на черно поле b2 · бяла пешка на бяло поле c2 · бял офицер на черно поле d2 · бяла пешка на черно поле f2 · бяла пешка на бяло поле g2 · бяла пешка на черно поле h2 · бял цар на черно поле c1 · бял топ на бяло поле d1 · бял офицер на бяло поле f1 · бял кон на черно поле g1 · бял топ на бяло поле h1 | черен топ на бяло поле a8 · черен кон на черно поле b8 · черен офицер на бяло поле c8 · черен цар на бяло поле e8 · черен офицер на черно поле f8 · черен топ на черно поле h8 · черна пешка на черно поле a7 · черна пешка на бяло поле b7 · черна пешка на бяло поле f7 · черна пешка на черно поле g7 · черна пешка на бяло поле h7 · черна пешка на бяло поле c6 · черна дама на черно поле e5 · черен кон на бяло поле e4 · бяла дама на бяло поле d3 · бяла пешка на бяло поле a2 · бяла пешка на черно поле b2 · бяла пешка на бяло поле c2 · бял офицер на черно поле d2 · бяла пешка на черно поле f2 · бяла пешка на бяло поле g2 · бяла пешка на черно поле h2 · бял цар на черно поле c1 · бял топ на бяло поле d1 · бял офицер на бяло поле f1 · бял кон на черно поле g1 · бял топ на бяло поле h1 | 8 |
| 7 | черен топ на бяло поле a8 · черен кон на черно поле b8 · черен офицер на бяло поле c8 · черен цар на бяло поле e8 · черен офицер на черно поле f8 · черен топ на черно поле h8 · черна пешка на черно поле a7 · черна пешка на бяло поле b7 · черна пешка на бяло поле f7 · черна пешка на черно поле g7 · черна пешка на бяло поле h7 · черна пешка на бяло поле c6 · черна дама на черно поле e5 · черен кон на бяло поле e4 · бяла дама на бяло поле d3 · бяла пешка на бяло поле a2 · бяла пешка на черно поле b2 · бяла пешка на бяло поле c2 · бял офицер на черно поле d2 · бяла пешка на черно поле f2 · бяла пешка на бяло поле g2 · бяла пешка на черно поле h2 · бял цар на черно поле c1 · бял топ на бяло поле d1 · бял офицер на бяло поле f1 · бял кон на черно поле g1 · бял топ на бяло поле h1 | черен топ на бяло поле a8 · черен кон на черно поле b8 · черен офицер на бяло поле c8 · черен цар на бяло поле e8 · черен офицер на черно поле f8 · черен топ на черно поле h8 · черна пешка на черно поле a7 · черна пешка на бяло поле b7 · черна пешка на бяло поле f7 · черна пешка на черно поле g7 · черна пешка на бяло поле h7 · черна пешка на бяло поле c6 · черна дама на черно поле e5 · черен кон на бяло поле e4 · бяла дама на бяло поле d3 · бяла пешка на бяло поле a2 · бяла пешка на черно поле b2 · бяла пешка на бяло поле c2 · бял офицер на черно поле d2 · бяла пешка на черно поле f2 · бяла пешка на бяло поле g2 · бяла пешка на черно поле h2 · бял цар на черно поле c1 · бял топ на бяло поле d1 · бял офицер на бяло поле f1 · бял кон на черно поле g1 · бял топ на бяло поле h1 | черен топ на бяло поле a8 · черен кон на черно поле b8 · черен офицер на бяло поле c8 · черен цар на бяло поле e8 · черен офицер на черно поле f8 · черен топ на черно поле h8 · черна пешка на черно поле a7 · черна пешка на бяло поле b7 · черна пешка на бяло поле f7 · черна пешка на черно поле g7 · черна пешка на бяло поле h7 · черна пешка на бяло поле c6 · черна дама на черно поле e5 · черен кон на бяло поле e4 · бяла дама на бяло поле d3 · бяла пешка на бяло поле a2 · бяла пешка на черно поле b2 · бяла пешка на бяло поле c2 · бял офицер на черно поле d2 · бяла пешка на черно поле f2 · бяла пешка на бяло поле g2 · бяла пешка на черно поле h2 · бял цар на черно поле c1 · бял топ на бяло поле d1 · бял офицер на бяло поле f1 · бял кон на черно поле g1 · бял топ на бяло поле h1 | черен топ на бяло поле a8 · черен кон на черно поле b8 · черен офицер на бяло поле c8 · черен цар на бяло поле e8 · черен офицер на черно поле f8 · черен топ на черно поле h8 · черна пешка на черно поле a7 · черна пешка на бяло поле b7 · черна пешка на бяло поле f7 · черна пешка на черно поле g7 · черна пешка на бяло поле h7 · черна пешка на бяло поле c6 · черна дама на черно поле e5 · черен кон на бяло поле e4 · бяла дама на бяло поле d3 · бяла пешка на бяло поле a2 · бяла пешка на черно поле b2 · бяла пешка на бяло поле c2 · бял офицер на черно поле d2 · бяла пешка на черно поле f2 · бяла пешка на бяло поле g2 · бяла пешка на черно поле h2 · бял цар на черно поле c1 · бял топ на бяло поле d1 · бял офицер на бяло поле f1 · бял кон на черно поле g1 · бял топ на бяло поле h1 | черен топ на бяло поле a8 · черен кон на черно поле b8 · черен офицер на бяло поле c8 · черен цар на бяло поле e8 · черен офицер на черно поле f8 · черен топ на черно поле h8 · черна пешка на черно поле a7 · черна пешка на бяло поле b7 · черна пешка на бяло поле f7 · черна пешка на черно поле g7 · черна пешка на бяло поле h7 · черна пешка на бяло поле c6 · черна дама на черно поле e5 · черен кон на бяло поле e4 · бяла дама на бяло поле d3 · бяла пешка на бяло поле a2 · бяла пешка на черно поле b2 · бяла пешка на бяло поле c2 · бял офицер на черно поле d2 · бяла пешка на черно поле f2 · бяла пешка на бяло поле g2 · бяла пешка на черно поле h2 · бял цар на черно поле c1 · бял топ на бяло поле d1 · бял офицер на бяло поле f1 · бял кон на черно поле g1 · бял топ на бяло поле h1 | черен топ на бяло поле a8 · черен кон на черно поле b8 · черен офицер на бяло поле c8 · черен цар на бяло поле e8 · черен офицер на черно поле f8 · черен топ на черно поле h8 · черна пешка на черно поле a7 · черна пешка на бяло поле b7 · черна пешка на бяло поле f7 · черна пешка на черно поле g7 · черна пешка на бяло поле h7 · черна пешка на бяло поле c6 · черна дама на черно поле e5 · черен кон на бяло поле e4 · бяла дама на бяло поле d3 · бяла пешка на бяло поле a2 · бяла пешка на черно поле b2 · бяла пешка на бяло поле c2 · бял офицер на черно поле d2 · бяла пешка на черно поле f2 · бяла пешка на бяло поле g2 · бяла пешка на черно поле h2 · бял цар на черно поле c1 · бял топ на бяло поле d1 · бял офицер на бяло поле f1 · бял кон на черно поле g1 · бял топ на бяло поле h1 | черен топ на бяло поле a8 · черен кон на черно поле b8 · черен офицер на бяло поле c8 · черен цар на бяло поле e8 · черен офицер на черно поле f8 · черен топ на черно поле h8 · черна пешка на черно поле a7 · черна пешка на бяло поле b7 · черна пешка на бяло поле f7 · черна пешка на черно поле g7 · черна пешка на бяло поле h7 · черна пешка на бяло поле c6 · черна дама на черно поле e5 · черен кон на бяло поле e4 · бяла дама на бяло поле d3 · бяла пешка на бяло поле a2 · бяла пешка на черно поле b2 · бяла пешка на бяло поле c2 · бял офицер на черно поле d2 · бяла пешка на черно поле f2 · бяла пешка на бяло поле g2 · бяла пешка на черно поле h2 · бял цар на черно поле c1 · бял топ на бяло поле d1 · бял офицер на бяло поле f1 · бял кон на черно поле g1 · бял топ на бяло поле h1 | черен топ на бяло поле a8 · черен кон на черно поле b8 · черен офицер на бяло поле c8 · черен цар на бяло поле e8 · черен офицер на черно поле f8 · черен топ на черно поле h8 · черна пешка на черно поле a7 · черна пешка на бяло поле b7 · черна пешка на бяло поле f7 · черна пешка на черно поле g7 · черна пешка на бяло поле h7 · черна пешка на бяло поле c6 · черна дама на черно поле e5 · черен кон на бяло поле e4 · бяла дама на бяло поле d3 · бяла пешка на бяло поле a2 · бяла пешка на черно поле b2 · бяла пешка на бяло поле c2 · бял офицер на черно поле d2 · бяла пешка на черно поле f2 · бяла пешка на бяло поле g2 · бяла пешка на черно поле h2 · бял цар на черно поле c1 · бял топ на бяло поле d1 · бял офицер на бяло поле f1 · бял кон на черно поле g1 · бял топ на бяло поле h1 | 7 |
| 6 | черен топ на бяло поле a8 · черен кон на черно поле b8 · черен офицер на бяло поле c8 · черен цар на бяло поле e8 · черен офицер на черно поле f8 · черен топ на черно поле h8 · черна пешка на черно поле a7 · черна пешка на бяло поле b7 · черна пешка на бяло поле f7 · черна пешка на черно поле g7 · черна пешка на бяло поле h7 · черна пешка на бяло поле c6 · черна дама на черно поле e5 · черен кон на бяло поле e4 · бяла дама на бяло поле d3 · бяла пешка на бяло поле a2 · бяла пешка на черно поле b2 · бяла пешка на бяло поле c2 · бял офицер на черно поле d2 · бяла пешка на черно поле f2 · бяла пешка на бяло поле g2 · бяла пешка на черно поле h2 · бял цар на черно поле c1 · бял топ на бяло поле d1 · бял офицер на бяло поле f1 · бял кон на черно поле g1 · бял топ на бяло поле h1 | черен топ на бяло поле a8 · черен кон на черно поле b8 · черен офицер на бяло поле c8 · черен цар на бяло поле e8 · черен офицер на черно поле f8 · черен топ на черно поле h8 · черна пешка на черно поле a7 · черна пешка на бяло поле b7 · черна пешка на бяло поле f7 · черна пешка на черно поле g7 · черна пешка на бяло поле h7 · черна пешка на бяло поле c6 · черна дама на черно поле e5 · черен кон на бяло поле e4 · бяла дама на бяло поле d3 · бяла пешка на бяло поле a2 · бяла пешка на черно поле b2 · бяла пешка на бяло поле c2 · бял офицер на черно поле d2 · бяла пешка на черно поле f2 · бяла пешка на бяло поле g2 · бяла пешка на черно поле h2 · бял цар на черно поле c1 · бял топ на бяло поле d1 · бял офицер на бяло поле f1 · бял кон на черно поле g1 · бял топ на бяло поле h1 | черен топ на бяло поле a8 · черен кон на черно поле b8 · черен офицер на бяло поле c8 · черен цар на бяло поле e8 · черен офицер на черно поле f8 · черен топ на черно поле h8 · черна пешка на черно поле a7 · черна пешка на бяло поле b7 · черна пешка на бяло поле f7 · черна пешка на черно поле g7 · черна пешка на бяло поле h7 · черна пешка на бяло поле c6 · черна дама на черно поле e5 · черен кон на бяло поле e4 · бяла дама на бяло поле d3 · бяла пешка на бяло поле a2 · бяла пешка на черно поле b2 · бяла пешка на бяло поле c2 · бял офицер на черно поле d2 · бяла пешка на черно поле f2 · бяла пешка на бяло поле g2 · бяла пешка на черно поле h2 · бял цар на черно поле c1 · бял топ на бяло поле d1 · бял офицер на бяло поле f1 · бял кон на черно поле g1 · бял топ на бяло поле h1 | черен топ на бяло поле a8 · черен кон на черно поле b8 · черен офицер на бяло поле c8 · черен цар на бяло поле e8 · черен офицер на черно поле f8 · черен топ на черно поле h8 · черна пешка на черно поле a7 · черна пешка на бяло поле b7 · черна пешка на бяло поле f7 · черна пешка на черно поле g7 · черна пешка на бяло поле h7 · черна пешка на бяло поле c6 · черна дама на черно поле e5 · черен кон на бяло поле e4 · бяла дама на бяло поле d3 · бяла пешка на бяло поле a2 · бяла пешка на черно поле b2 · бяла пешка на бяло поле c2 · бял офицер на черно поле d2 · бяла пешка на черно поле f2 · бяла пешка на бяло поле g2 · бяла пешка на черно поле h2 · бял цар на черно поле c1 · бял топ на бяло поле d1 · бял офицер на бяло поле f1 · бял кон на черно поле g1 · бял топ на бяло поле h1 | черен топ на бяло поле a8 · черен кон на черно поле b8 · черен офицер на бяло поле c8 · черен цар на бяло поле e8 · черен офицер на черно поле f8 · черен топ на черно поле h8 · черна пешка на черно поле a7 · черна пешка на бяло поле b7 · черна пешка на бяло поле f7 · черна пешка на черно поле g7 · черна пешка на бяло поле h7 · черна пешка на бяло поле c6 · черна дама на черно поле e5 · черен кон на бяло поле e4 · бяла дама на бяло поле d3 · бяла пешка на бяло поле a2 · бяла пешка на черно поле b2 · бяла пешка на бяло поле c2 · бял офицер на черно поле d2 · бяла пешка на черно поле f2 · бяла пешка на бяло поле g2 · бяла пешка на черно поле h2 · бял цар на черно поле c1 · бял топ на бяло поле d1 · бял офицер на бяло поле f1 · бял кон на черно поле g1 · бял топ на бяло поле h1 | черен топ на бяло поле a8 · черен кон на черно поле b8 · черен офицер на бяло поле c8 · черен цар на бяло поле e8 · черен офицер на черно поле f8 · черен топ на черно поле h8 · черна пешка на черно поле a7 · черна пешка на бяло поле b7 · черна пешка на бяло поле f7 · черна пешка на черно поле g7 · черна пешка на бяло поле h7 · черна пешка на бяло поле c6 · черна дама на черно поле e5 · черен кон на бяло поле e4 · бяла дама на бяло поле d3 · бяла пешка на бяло поле a2 · бяла пешка на черно поле b2 · бяла пешка на бяло поле c2 · бял офицер на черно поле d2 · бяла пешка на черно поле f2 · бяла пешка на бяло поле g2 · бяла пешка на черно поле h2 · бял цар на черно поле c1 · бял топ на бяло поле d1 · бял офицер на бяло поле f1 · бял кон на черно поле g1 · бял топ на бяло поле h1 | черен топ на бяло поле a8 · черен кон на черно поле b8 · черен офицер на бяло поле c8 · черен цар на бяло поле e8 · черен офицер на черно поле f8 · черен топ на черно поле h8 · черна пешка на черно поле a7 · черна пешка на бяло поле b7 · черна пешка на бяло поле f7 · черна пешка на черно поле g7 · черна пешка на бяло поле h7 · черна пешка на бяло поле c6 · черна дама на черно поле e5 · черен кон на бяло поле e4 · бяла дама на бяло поле d3 · бяла пешка на бяло поле a2 · бяла пешка на черно поле b2 · бяла пешка на бяло поле c2 · бял офицер на черно поле d2 · бяла пешка на черно поле f2 · бяла пешка на бяло поле g2 · бяла пешка на черно поле h2 · бял цар на черно поле c1 · бял топ на бяло поле d1 · бял офицер на бяло поле f1 · бял кон на черно поле g1 · бял топ на бяло поле h1 | черен топ на бяло поле a8 · черен кон на черно поле b8 · черен офицер на бяло поле c8 · черен цар на бяло поле e8 · черен офицер на черно поле f8 · черен топ на черно поле h8 · черна пешка на черно поле a7 · черна пешка на бяло поле b7 · черна пешка на бяло поле f7 · черна пешка на черно поле g7 · черна пешка на бяло поле h7 · черна пешка на бяло поле c6 · черна дама на черно поле e5 · черен кон на бяло поле e4 · бяла дама на бяло поле d3 · бяла пешка на бяло поле a2 · бяла пешка на черно поле b2 · бяла пешка на бяло поле c2 · бял офицер на черно поле d2 · бяла пешка на черно поле f2 · бяла пешка на бяло поле g2 · бяла пешка на черно поле h2 · бял цар на черно поле c1 · бял топ на бяло поле d1 · бял офицер на бяло поле f1 · бял кон на черно поле g1 · бял топ на бяло поле h1 | 6 |
| 5 | черен топ на бяло поле a8 · черен кон на черно поле b8 · черен офицер на бяло поле c8 · черен цар на бяло поле e8 · черен офицер на черно поле f8 · черен топ на черно поле h8 · черна пешка на черно поле a7 · черна пешка на бяло поле b7 · черна пешка на бяло поле f7 · черна пешка на черно поле g7 · черна пешка на бяло поле h7 · черна пешка на бяло поле c6 · черна дама на черно поле e5 · черен кон на бяло поле e4 · бяла дама на бяло поле d3 · бяла пешка на бяло поле a2 · бяла пешка на черно поле b2 · бяла пешка на бяло поле c2 · бял офицер на черно поле d2 · бяла пешка на черно поле f2 · бяла пешка на бяло поле g2 · бяла пешка на черно поле h2 · бял цар на черно поле c1 · бял топ на бяло поле d1 · бял офицер на бяло поле f1 · бял кон на черно поле g1 · бял топ на бяло поле h1 | черен топ на бяло поле a8 · черен кон на черно поле b8 · черен офицер на бяло поле c8 · черен цар на бяло поле e8 · черен офицер на черно поле f8 · черен топ на черно поле h8 · черна пешка на черно поле a7 · черна пешка на бяло поле b7 · черна пешка на бяло поле f7 · черна пешка на черно поле g7 · черна пешка на бяло поле h7 · черна пешка на бяло поле c6 · черна дама на черно поле e5 · черен кон на бяло поле e4 · бяла дама на бяло поле d3 · бяла пешка на бяло поле a2 · бяла пешка на черно поле b2 · бяла пешка на бяло поле c2 · бял офицер на черно поле d2 · бяла пешка на черно поле f2 · бяла пешка на бяло поле g2 · бяла пешка на черно поле h2 · бял цар на черно поле c1 · бял топ на бяло поле d1 · бял офицер на бяло поле f1 · бял кон на черно поле g1 · бял топ на бяло поле h1 | черен топ на бяло поле a8 · черен кон на черно поле b8 · черен офицер на бяло поле c8 · черен цар на бяло поле e8 · черен офицер на черно поле f8 · черен топ на черно поле h8 · черна пешка на черно поле a7 · черна пешка на бяло поле b7 · черна пешка на бяло поле f7 · черна пешка на черно поле g7 · черна пешка на бяло поле h7 · черна пешка на бяло поле c6 · черна дама на черно поле e5 · черен кон на бяло поле e4 · бяла дама на бяло поле d3 · бяла пешка на бяло поле a2 · бяла пешка на черно поле b2 · бяла пешка на бяло поле c2 · бял офицер на черно поле d2 · бяла пешка на черно поле f2 · бяла пешка на бяло поле g2 · бяла пешка на черно поле h2 · бял цар на черно поле c1 · бял топ на бяло поле d1 · бял офицер на бяло поле f1 · бял кон на черно поле g1 · бял топ на бяло поле h1 | черен топ на бяло поле a8 · черен кон на черно поле b8 · черен офицер на бяло поле c8 · черен цар на бяло поле e8 · черен офицер на черно поле f8 · черен топ на черно поле h8 · черна пешка на черно поле a7 · черна пешка на бяло поле b7 · черна пешка на бяло поле f7 · черна пешка на черно поле g7 · черна пешка на бяло поле h7 · черна пешка на бяло поле c6 · черна дама на черно поле e5 · черен кон на бяло поле e4 · бяла дама на бяло поле d3 · бяла пешка на бяло поле a2 · бяла пешка на черно поле b2 · бяла пешка на бяло поле c2 · бял офицер на черно поле d2 · бяла пешка на черно поле f2 · бяла пешка на бяло поле g2 · бяла пешка на черно поле h2 · бял цар на черно поле c1 · бял топ на бяло поле d1 · бял офицер на бяло поле f1 · бял кон на черно поле g1 · бял топ на бяло поле h1 | черен топ на бяло поле a8 · черен кон на черно поле b8 · черен офицер на бяло поле c8 · черен цар на бяло поле e8 · черен офицер на черно поле f8 · черен топ на черно поле h8 · черна пешка на черно поле a7 · черна пешка на бяло поле b7 · черна пешка на бяло поле f7 · черна пешка на черно поле g7 · черна пешка на бяло поле h7 · черна пешка на бяло поле c6 · черна дама на черно поле e5 · черен кон на бяло поле e4 · бяла дама на бяло поле d3 · бяла пешка на бяло поле a2 · бяла пешка на черно поле b2 · бяла пешка на бяло поле c2 · бял офицер на черно поле d2 · бяла пешка на черно поле f2 · бяла пешка на бяло поле g2 · бяла пешка на черно поле h2 · бял цар на черно поле c1 · бял топ на бяло поле d1 · бял офицер на бяло поле f1 · бял кон на черно поле g1 · бял топ на бяло поле h1 | черен топ на бяло поле a8 · черен кон на черно поле b8 · черен офицер на бяло поле c8 · черен цар на бяло поле e8 · черен офицер на черно поле f8 · черен топ на черно поле h8 · черна пешка на черно поле a7 · черна пешка на бяло поле b7 · черна пешка на бяло поле f7 · черна пешка на черно поле g7 · черна пешка на бяло поле h7 · черна пешка на бяло поле c6 · черна дама на черно поле e5 · черен кон на бяло поле e4 · бяла дама на бяло поле d3 · бяла пешка на бяло поле a2 · бяла пешка на черно поле b2 · бяла пешка на бяло поле c2 · бял офицер на черно поле d2 · бяла пешка на черно поле f2 · бяла пешка на бяло поле g2 · бяла пешка на черно поле h2 · бял цар на черно поле c1 · бял топ на бяло поле d1 · бял офицер на бяло поле f1 · бял кон на черно поле g1 · бял топ на бяло поле h1 | черен топ на бяло поле a8 · черен кон на черно поле b8 · черен офицер на бяло поле c8 · черен цар на бяло поле e8 · черен офицер на черно поле f8 · черен топ на черно поле h8 · черна пешка на черно поле a7 · черна пешка на бяло поле b7 · черна пешка на бяло поле f7 · черна пешка на черно поле g7 · черна пешка на бяло поле h7 · черна пешка на бяло поле c6 · черна дама на черно поле e5 · черен кон на бяло поле e4 · бяла дама на бяло поле d3 · бяла пешка на бяло поле a2 · бяла пешка на черно поле b2 · бяла пешка на бяло поле c2 · бял офицер на черно поле d2 · бяла пешка на черно поле f2 · бяла пешка на бяло поле g2 · бяла пешка на черно поле h2 · бял цар на черно поле c1 · бял топ на бяло поле d1 · бял офицер на бяло поле f1 · бял кон на черно поле g1 · бял топ на бяло поле h1 | черен топ на бяло поле a8 · черен кон на черно поле b8 · черен офицер на бяло поле c8 · черен цар на бяло поле e8 · черен офицер на черно поле f8 · черен топ на черно поле h8 · черна пешка на черно поле a7 · черна пешка на бяло поле b7 · черна пешка на бяло поле f7 · черна пешка на черно поле g7 · черна пешка на бяло поле h7 · черна пешка на бяло поле c6 · черна дама на черно поле e5 · черен кон на бяло поле e4 · бяла дама на бяло поле d3 · бяла пешка на бяло поле a2 · бяла пешка на черно поле b2 · бяла пешка на бяло поле c2 · бял офицер на черно поле d2 · бяла пешка на черно поле f2 · бяла пешка на бяло поле g2 · бяла пешка на черно поле h2 · бял цар на черно поле c1 · бял топ на бяло поле d1 · бял офицер на бяло поле f1 · бял кон на черно поле g1 · бял топ на бяло поле h1 | 5 |
| 4 | черен топ на бяло поле a8 · черен кон на черно поле b8 · черен офицер на бяло поле c8 · черен цар на бяло поле e8 · черен офицер на черно поле f8 · черен топ на черно поле h8 · черна пешка на черно поле a7 · черна пешка на бяло поле b7 · черна пешка на бяло поле f7 · черна пешка на черно поле g7 · черна пешка на бяло поле h7 · черна пешка на бяло поле c6 · черна дама на черно поле e5 · черен кон на бяло поле e4 · бяла дама на бяло поле d3 · бяла пешка на бяло поле a2 · бяла пешка на черно поле b2 · бяла пешка на бяло поле c2 · бял офицер на черно поле d2 · бяла пешка на черно поле f2 · бяла пешка на бяло поле g2 · бяла пешка на черно поле h2 · бял цар на черно поле c1 · бял топ на бяло поле d1 · бял офицер на бяло поле f1 · бял кон на черно поле g1 · бял топ на бяло поле h1 | черен топ на бяло поле a8 · черен кон на черно поле b8 · черен офицер на бяло поле c8 · черен цар на бяло поле e8 · черен офицер на черно поле f8 · черен топ на черно поле h8 · черна пешка на черно поле a7 · черна пешка на бяло поле b7 · черна пешка на бяло поле f7 · черна пешка на черно поле g7 · черна пешка на бяло поле h7 · черна пешка на бяло поле c6 · черна дама на черно поле e5 · черен кон на бяло поле e4 · бяла дама на бяло поле d3 · бяла пешка на бяло поле a2 · бяла пешка на черно поле b2 · бяла пешка на бяло поле c2 · бял офицер на черно поле d2 · бяла пешка на черно поле f2 · бяла пешка на бяло поле g2 · бяла пешка на черно поле h2 · бял цар на черно поле c1 · бял топ на бяло поле d1 · бял офицер на бяло поле f1 · бял кон на черно поле g1 · бял топ на бяло поле h1 | черен топ на бяло поле a8 · черен кон на черно поле b8 · черен офицер на бяло поле c8 · черен цар на бяло поле e8 · черен офицер на черно поле f8 · черен топ на черно поле h8 · черна пешка на черно поле a7 · черна пешка на бяло поле b7 · черна пешка на бяло поле f7 · черна пешка на черно поле g7 · черна пешка на бяло поле h7 · черна пешка на бяло поле c6 · черна дама на черно поле e5 · черен кон на бяло поле e4 · бяла дама на бяло поле d3 · бяла пешка на бяло поле a2 · бяла пешка на черно поле b2 · бяла пешка на бяло поле c2 · бял офицер на черно поле d2 · бяла пешка на черно поле f2 · бяла пешка на бяло поле g2 · бяла пешка на черно поле h2 · бял цар на черно поле c1 · бял топ на бяло поле d1 · бял офицер на бяло поле f1 · бял кон на черно поле g1 · бял топ на бяло поле h1 | черен топ на бяло поле a8 · черен кон на черно поле b8 · черен офицер на бяло поле c8 · черен цар на бяло поле e8 · черен офицер на черно поле f8 · черен топ на черно поле h8 · черна пешка на черно поле a7 · черна пешка на бяло поле b7 · черна пешка на бяло поле f7 · черна пешка на черно поле g7 · черна пешка на бяло поле h7 · черна пешка на бяло поле c6 · черна дама на черно поле e5 · черен кон на бяло поле e4 · бяла дама на бяло поле d3 · бяла пешка на бяло поле a2 · бяла пешка на черно поле b2 · бяла пешка на бяло поле c2 · бял офицер на черно поле d2 · бяла пешка на черно поле f2 · бяла пешка на бяло поле g2 · бяла пешка на черно поле h2 · бял цар на черно поле c1 · бял топ на бяло поле d1 · бял офицер на бяло поле f1 · бял кон на черно поле g1 · бял топ на бяло поле h1 | черен топ на бяло поле a8 · черен кон на черно поле b8 · черен офицер на бяло поле c8 · черен цар на бяло поле e8 · черен офицер на черно поле f8 · черен топ на черно поле h8 · черна пешка на черно поле a7 · черна пешка на бяло поле b7 · черна пешка на бяло поле f7 · черна пешка на черно поле g7 · черна пешка на бяло поле h7 · черна пешка на бяло поле c6 · черна дама на черно поле e5 · черен кон на бяло поле e4 · бяла дама на бяло поле d3 · бяла пешка на бяло поле a2 · бяла пешка на черно поле b2 · бяла пешка на бяло поле c2 · бял офицер на черно поле d2 · бяла пешка на черно поле f2 · бяла пешка на бяло поле g2 · бяла пешка на черно поле h2 · бял цар на черно поле c1 · бял топ на бяло поле d1 · бял офицер на бяло поле f1 · бял кон на черно поле g1 · бял топ на бяло поле h1 | черен топ на бяло поле a8 · черен кон на черно поле b8 · черен офицер на бяло поле c8 · черен цар на бяло поле e8 · черен офицер на черно поле f8 · черен топ на черно поле h8 · черна пешка на черно поле a7 · черна пешка на бяло поле b7 · черна пешка на бяло поле f7 · черна пешка на черно поле g7 · черна пешка на бяло поле h7 · черна пешка на бяло поле c6 · черна дама на черно поле e5 · черен кон на бяло поле e4 · бяла дама на бяло поле d3 · бяла пешка на бяло поле a2 · бяла пешка на черно поле b2 · бяла пешка на бяло поле c2 · бял офицер на черно поле d2 · бяла пешка на черно поле f2 · бяла пешка на бяло поле g2 · бяла пешка на черно поле h2 · бял цар на черно поле c1 · бял топ на бяло поле d1 · бял офицер на бяло поле f1 · бял кон на черно поле g1 · бял топ на бяло поле h1 | черен топ на бяло поле a8 · черен кон на черно поле b8 · черен офицер на бяло поле c8 · черен цар на бяло поле e8 · черен офицер на черно поле f8 · черен топ на черно поле h8 · черна пешка на черно поле a7 · черна пешка на бяло поле b7 · черна пешка на бяло поле f7 · черна пешка на черно поле g7 · черна пешка на бяло поле h7 · черна пешка на бяло поле c6 · черна дама на черно поле e5 · черен кон на бяло поле e4 · бяла дама на бяло поле d3 · бяла пешка на бяло поле a2 · бяла пешка на черно поле b2 · бяла пешка на бяло поле c2 · бял офицер на черно поле d2 · бяла пешка на черно поле f2 · бяла пешка на бяло поле g2 · бяла пешка на черно поле h2 · бял цар на черно поле c1 · бял топ на бяло поле d1 · бял офицер на бяло поле f1 · бял кон на черно поле g1 · бял топ на бяло поле h1 | черен топ на бяло поле a8 · черен кон на черно поле b8 · черен офицер на бяло поле c8 · черен цар на бяло поле e8 · черен офицер на черно поле f8 · черен топ на черно поле h8 · черна пешка на черно поле a7 · черна пешка на бяло поле b7 · черна пешка на бяло поле f7 · черна пешка на черно поле g7 · черна пешка на бяло поле h7 · черна пешка на бяло поле c6 · черна дама на черно поле e5 · черен кон на бяло поле e4 · бяла дама на бяло поле d3 · бяла пешка на бяло поле a2 · бяла пешка на черно поле b2 · бяла пешка на бяло поле c2 · бял офицер на черно поле d2 · бяла пешка на черно поле f2 · бяла пешка на бяло поле g2 · бяла пешка на черно поле h2 · бял цар на черно поле c1 · бял топ на бяло поле d1 · бял офицер на бяло поле f1 · бял кон на черно поле g1 · бял топ на бяло поле h1 | 4 |
| 3 | черен топ на бяло поле a8 · черен кон на черно поле b8 · черен офицер на бяло поле c8 · черен цар на бяло поле e8 · черен офицер на черно поле f8 · черен топ на черно поле h8 · черна пешка на черно поле a7 · черна пешка на бяло поле b7 · черна пешка на бяло поле f7 · черна пешка на черно поле g7 · черна пешка на бяло поле h7 · черна пешка на бяло поле c6 · черна дама на черно поле e5 · черен кон на бяло поле e4 · бяла дама на бяло поле d3 · бяла пешка на бяло поле a2 · бяла пешка на черно поле b2 · бяла пешка на бяло поле c2 · бял офицер на черно поле d2 · бяла пешка на черно поле f2 · бяла пешка на бяло поле g2 · бяла пешка на черно поле h2 · бял цар на черно поле c1 · бял топ на бяло поле d1 · бял офицер на бяло поле f1 · бял кон на черно поле g1 · бял топ на бяло поле h1 | черен топ на бяло поле a8 · черен кон на черно поле b8 · черен офицер на бяло поле c8 · черен цар на бяло поле e8 · черен офицер на черно поле f8 · черен топ на черно поле h8 · черна пешка на черно поле a7 · черна пешка на бяло поле b7 · черна пешка на бяло поле f7 · черна пешка на черно поле g7 · черна пешка на бяло поле h7 · черна пешка на бяло поле c6 · черна дама на черно поле e5 · черен кон на бяло поле e4 · бяла дама на бяло поле d3 · бяла пешка на бяло поле a2 · бяла пешка на черно поле b2 · бяла пешка на бяло поле c2 · бял офицер на черно поле d2 · бяла пешка на черно поле f2 · бяла пешка на бяло поле g2 · бяла пешка на черно поле h2 · бял цар на черно поле c1 · бял топ на бяло поле d1 · бял офицер на бяло поле f1 · бял кон на черно поле g1 · бял топ на бяло поле h1 | черен топ на бяло поле a8 · черен кон на черно поле b8 · черен офицер на бяло поле c8 · черен цар на бяло поле e8 · черен офицер на черно поле f8 · черен топ на черно поле h8 · черна пешка на черно поле a7 · черна пешка на бяло поле b7 · черна пешка на бяло поле f7 · черна пешка на черно поле g7 · черна пешка на бяло поле h7 · черна пешка на бяло поле c6 · черна дама на черно поле e5 · черен кон на бяло поле e4 · бяла дама на бяло поле d3 · бяла пешка на бяло поле a2 · бяла пешка на черно поле b2 · бяла пешка на бяло поле c2 · бял офицер на черно поле d2 · бяла пешка на черно поле f2 · бяла пешка на бяло поле g2 · бяла пешка на черно поле h2 · бял цар на черно поле c1 · бял топ на бяло поле d1 · бял офицер на бяло поле f1 · бял кон на черно поле g1 · бял топ на бяло поле h1 | черен топ на бяло поле a8 · черен кон на черно поле b8 · черен офицер на бяло поле c8 · черен цар на бяло поле e8 · черен офицер на черно поле f8 · черен топ на черно поле h8 · черна пешка на черно поле a7 · черна пешка на бяло поле b7 · черна пешка на бяло поле f7 · черна пешка на черно поле g7 · черна пешка на бяло поле h7 · черна пешка на бяло поле c6 · черна дама на черно поле e5 · черен кон на бяло поле e4 · бяла дама на бяло поле d3 · бяла пешка на бяло поле a2 · бяла пешка на черно поле b2 · бяла пешка на бяло поле c2 · бял офицер на черно поле d2 · бяла пешка на черно поле f2 · бяла пешка на бяло поле g2 · бяла пешка на черно поле h2 · бял цар на черно поле c1 · бял топ на бяло поле d1 · бял офицер на бяло поле f1 · бял кон на черно поле g1 · бял топ на бяло поле h1 | черен топ на бяло поле a8 · черен кон на черно поле b8 · черен офицер на бяло поле c8 · черен цар на бяло поле e8 · черен офицер на черно поле f8 · черен топ на черно поле h8 · черна пешка на черно поле a7 · черна пешка на бяло поле b7 · черна пешка на бяло поле f7 · черна пешка на черно поле g7 · черна пешка на бяло поле h7 · черна пешка на бяло поле c6 · черна дама на черно поле e5 · черен кон на бяло поле e4 · бяла дама на бяло поле d3 · бяла пешка на бяло поле a2 · бяла пешка на черно поле b2 · бяла пешка на бяло поле c2 · бял офицер на черно поле d2 · бяла пешка на черно поле f2 · бяла пешка на бяло поле g2 · бяла пешка на черно поле h2 · бял цар на черно поле c1 · бял топ на бяло поле d1 · бял офицер на бяло поле f1 · бял кон на черно поле g1 · бял топ на бяло поле h1 | черен топ на бяло поле a8 · черен кон на черно поле b8 · черен офицер на бяло поле c8 · черен цар на бяло поле e8 · черен офицер на черно поле f8 · черен топ на черно поле h8 · черна пешка на черно поле a7 · черна пешка на бяло поле b7 · черна пешка на бяло поле f7 · черна пешка на черно поле g7 · черна пешка на бяло поле h7 · черна пешка на бяло поле c6 · черна дама на черно поле e5 · черен кон на бяло поле e4 · бяла дама на бяло поле d3 · бяла пешка на бяло поле a2 · бяла пешка на черно поле b2 · бяла пешка на бяло поле c2 · бял офицер на черно поле d2 · бяла пешка на черно поле f2 · бяла пешка на бяло поле g2 · бяла пешка на черно поле h2 · бял цар на черно поле c1 · бял топ на бяло поле d1 · бял офицер на бяло поле f1 · бял кон на черно поле g1 · бял топ на бяло поле h1 | черен топ на бяло поле a8 · черен кон на черно поле b8 · черен офицер на бяло поле c8 · черен цар на бяло поле e8 · черен офицер на черно поле f8 · черен топ на черно поле h8 · черна пешка на черно поле a7 · черна пешка на бяло поле b7 · черна пешка на бяло поле f7 · черна пешка на черно поле g7 · черна пешка на бяло поле h7 · черна пешка на бяло поле c6 · черна дама на черно поле e5 · черен кон на бяло поле e4 · бяла дама на бяло поле d3 · бяла пешка на бяло поле a2 · бяла пешка на черно поле b2 · бяла пешка на бяло поле c2 · бял офицер на черно поле d2 · бяла пешка на черно поле f2 · бяла пешка на бяло поле g2 · бяла пешка на черно поле h2 · бял цар на черно поле c1 · бял топ на бяло поле d1 · бял офицер на бяло поле f1 · бял кон на черно поле g1 · бял топ на бяло поле h1 | черен топ на бяло поле a8 · черен кон на черно поле b8 · черен офицер на бяло поле c8 · черен цар на бяло поле e8 · черен офицер на черно поле f8 · черен топ на черно поле h8 · черна пешка на черно поле a7 · черна пешка на бяло поле b7 · черна пешка на бяло поле f7 · черна пешка на черно поле g7 · черна пешка на бяло поле h7 · черна пешка на бяло поле c6 · черна дама на черно поле e5 · черен кон на бяло поле e4 · бяла дама на бяло поле d3 · бяла пешка на бяло поле a2 · бяла пешка на черно поле b2 · бяла пешка на бяло поле c2 · бял офицер на черно поле d2 · бяла пешка на черно поле f2 · бяла пешка на бяло поле g2 · бяла пешка на черно поле h2 · бял цар на черно поле c1 · бял топ на бяло поле d1 · бял офицер на бяло поле f1 · бял кон на черно поле g1 · бял топ на бяло поле h1 | 3 |
| 2 | черен топ на бяло поле a8 · черен кон на черно поле b8 · черен офицер на бяло поле c8 · черен цар на бяло поле e8 · черен офицер на черно поле f8 · черен топ на черно поле h8 · черна пешка на черно поле a7 · черна пешка на бяло поле b7 · черна пешка на бяло поле f7 · черна пешка на черно поле g7 · черна пешка на бяло поле h7 · черна пешка на бяло поле c6 · черна дама на черно поле e5 · черен кон на бяло поле e4 · бяла дама на бяло поле d3 · бяла пешка на бяло поле a2 · бяла пешка на черно поле b2 · бяла пешка на бяло поле c2 · бял офицер на черно поле d2 · бяла пешка на черно поле f2 · бяла пешка на бяло поле g2 · бяла пешка на черно поле h2 · бял цар на черно поле c1 · бял топ на бяло поле d1 · бял офицер на бяло поле f1 · бял кон на черно поле g1 · бял топ на бяло поле h1 | черен топ на бяло поле a8 · черен кон на черно поле b8 · черен офицер на бяло поле c8 · черен цар на бяло поле e8 · черен офицер на черно поле f8 · черен топ на черно поле h8 · черна пешка на черно поле a7 · черна пешка на бяло поле b7 · черна пешка на бяло поле f7 · черна пешка на черно поле g7 · черна пешка на бяло поле h7 · черна пешка на бяло поле c6 · черна дама на черно поле e5 · черен кон на бяло поле e4 · бяла дама на бяло поле d3 · бяла пешка на бяло поле a2 · бяла пешка на черно поле b2 · бяла пешка на бяло поле c2 · бял офицер на черно поле d2 · бяла пешка на черно поле f2 · бяла пешка на бяло поле g2 · бяла пешка на черно поле h2 · бял цар на черно поле c1 · бял топ на бяло поле d1 · бял офицер на бяло поле f1 · бял кон на черно поле g1 · бял топ на бяло поле h1 | черен топ на бяло поле a8 · черен кон на черно поле b8 · черен офицер на бяло поле c8 · черен цар на бяло поле e8 · черен офицер на черно поле f8 · черен топ на черно поле h8 · черна пешка на черно поле a7 · черна пешка на бяло поле b7 · черна пешка на бяло поле f7 · черна пешка на черно поле g7 · черна пешка на бяло поле h7 · черна пешка на бяло поле c6 · черна дама на черно поле e5 · черен кон на бяло поле e4 · бяла дама на бяло поле d3 · бяла пешка на бяло поле a2 · бяла пешка на черно поле b2 · бяла пешка на бяло поле c2 · бял офицер на черно поле d2 · бяла пешка на черно поле f2 · бяла пешка на бяло поле g2 · бяла пешка на черно поле h2 · бял цар на черно поле c1 · бял топ на бяло поле d1 · бял офицер на бяло поле f1 · бял кон на черно поле g1 · бял топ на бяло поле h1 | черен топ на бяло поле a8 · черен кон на черно поле b8 · черен офицер на бяло поле c8 · черен цар на бяло поле e8 · черен офицер на черно поле f8 · черен топ на черно поле h8 · черна пешка на черно поле a7 · черна пешка на бяло поле b7 · черна пешка на бяло поле f7 · черна пешка на черно поле g7 · черна пешка на бяло поле h7 · черна пешка на бяло поле c6 · черна дама на черно поле e5 · черен кон на бяло поле e4 · бяла дама на бяло поле d3 · бяла пешка на бяло поле a2 · бяла пешка на черно поле b2 · бяла пешка на бяло поле c2 · бял офицер на черно поле d2 · бяла пешка на черно поле f2 · бяла пешка на бяло поле g2 · бяла пешка на черно поле h2 · бял цар на черно поле c1 · бял топ на бяло поле d1 · бял офицер на бяло поле f1 · бял кон на черно поле g1 · бял топ на бяло поле h1 | черен топ на бяло поле a8 · черен кон на черно поле b8 · черен офицер на бяло поле c8 · черен цар на бяло поле e8 · черен офицер на черно поле f8 · черен топ на черно поле h8 · черна пешка на черно поле a7 · черна пешка на бяло поле b7 · черна пешка на бяло поле f7 · черна пешка на черно поле g7 · черна пешка на бяло поле h7 · черна пешка на бяло поле c6 · черна дама на черно поле e5 · черен кон на бяло поле e4 · бяла дама на бяло поле d3 · бяла пешка на бяло поле a2 · бяла пешка на черно поле b2 · бяла пешка на бяло поле c2 · бял офицер на черно поле d2 · бяла пешка на черно поле f2 · бяла пешка на бяло поле g2 · бяла пешка на черно поле h2 · бял цар на черно поле c1 · бял топ на бяло поле d1 · бял офицер на бяло поле f1 · бял кон на черно поле g1 · бял топ на бяло поле h1 | черен топ на бяло поле a8 · черен кон на черно поле b8 · черен офицер на бяло поле c8 · черен цар на бяло поле e8 · черен офицер на черно поле f8 · черен топ на черно поле h8 · черна пешка на черно поле a7 · черна пешка на бяло поле b7 · черна пешка на бяло поле f7 · черна пешка на черно поле g7 · черна пешка на бяло поле h7 · черна пешка на бяло поле c6 · черна дама на черно поле e5 · черен кон на бяло поле e4 · бяла дама на бяло поле d3 · бяла пешка на бяло поле a2 · бяла пешка на черно поле b2 · бяла пешка на бяло поле c2 · бял офицер на черно поле d2 · бяла пешка на черно поле f2 · бяла пешка на бяло поле g2 · бяла пешка на черно поле h2 · бял цар на черно поле c1 · бял топ на бяло поле d1 · бял офицер на бяло поле f1 · бял кон на черно поле g1 · бял топ на бяло поле h1 | черен топ на бяло поле a8 · черен кон на черно поле b8 · черен офицер на бяло поле c8 · черен цар на бяло поле e8 · черен офицер на черно поле f8 · черен топ на черно поле h8 · черна пешка на черно поле a7 · черна пешка на бяло поле b7 · черна пешка на бяло поле f7 · черна пешка на черно поле g7 · черна пешка на бяло поле h7 · черна пешка на бяло поле c6 · черна дама на черно поле e5 · черен кон на бяло поле e4 · бяла дама на бяло поле d3 · бяла пешка на бяло поле a2 · бяла пешка на черно поле b2 · бяла пешка на бяло поле c2 · бял офицер на черно поле d2 · бяла пешка на черно поле f2 · бяла пешка на бяло поле g2 · бяла пешка на черно поле h2 · бял цар на черно поле c1 · бял топ на бяло поле d1 · бял офицер на бяло поле f1 · бял кон на черно поле g1 · бял топ на бяло поле h1 | черен топ на бяло поле a8 · черен кон на черно поле b8 · черен офицер на бяло поле c8 · черен цар на бяло поле e8 · черен офицер на черно поле f8 · черен топ на черно поле h8 · черна пешка на черно поле a7 · черна пешка на бяло поле b7 · черна пешка на бяло поле f7 · черна пешка на черно поле g7 · черна пешка на бяло поле h7 · черна пешка на бяло поле c6 · черна дама на черно поле e5 · черен кон на бяло поле e4 · бяла дама на бяло поле d3 · бяла пешка на бяло поле a2 · бяла пешка на черно поле b2 · бяла пешка на бяло поле c2 · бял офицер на черно поле d2 · бяла пешка на черно поле f2 · бяла пешка на бяло поле g2 · бяла пешка на черно поле h2 · бял цар на черно поле c1 · бял топ на бяло поле d1 · бял офицер на бяло поле f1 · бял кон на черно поле g1 · бял топ на бяло поле h1 | 2 |
| 1 | черен топ на бяло поле a8 · черен кон на черно поле b8 · черен офицер на бяло поле c8 · черен цар на бяло поле e8 · черен офицер на черно поле f8 · черен топ на черно поле h8 · черна пешка на черно поле a7 · черна пешка на бяло поле b7 · черна пешка на бяло поле f7 · черна пешка на черно поле g7 · черна пешка на бяло поле h7 · черна пешка на бяло поле c6 · черна дама на черно поле e5 · черен кон на бяло поле e4 · бяла дама на бяло поле d3 · бяла пешка на бяло поле a2 · бяла пешка на черно поле b2 · бяла пешка на бяло поле c2 · бял офицер на черно поле d2 · бяла пешка на черно поле f2 · бяла пешка на бяло поле g2 · бяла пешка на черно поле h2 · бял цар на черно поле c1 · бял топ на бяло поле d1 · бял офицер на бяло поле f1 · бял кон на черно поле g1 · бял топ на бяло поле h1 | черен топ на бяло поле a8 · черен кон на черно поле b8 · черен офицер на бяло поле c8 · черен цар на бяло поле e8 · черен офицер на черно поле f8 · черен топ на черно поле h8 · черна пешка на черно поле a7 · черна пешка на бяло поле b7 · черна пешка на бяло поле f7 · черна пешка на черно поле g7 · черна пешка на бяло поле h7 · черна пешка на бяло поле c6 · черна дама на черно поле e5 · черен кон на бяло поле e4 · бяла дама на бяло поле d3 · бяла пешка на бяло поле a2 · бяла пешка на черно поле b2 · бяла пешка на бяло поле c2 · бял офицер на черно поле d2 · бяла пешка на черно поле f2 · бяла пешка на бяло поле g2 · бяла пешка на черно поле h2 · бял цар на черно поле c1 · бял топ на бяло поле d1 · бял офицер на бяло поле f1 · бял кон на черно поле g1 · бял топ на бяло поле h1 | черен топ на бяло поле a8 · черен кон на черно поле b8 · черен офицер на бяло поле c8 · черен цар на бяло поле e8 · черен офицер на черно поле f8 · черен топ на черно поле h8 · черна пешка на черно поле a7 · черна пешка на бяло поле b7 · черна пешка на бяло поле f7 · черна пешка на черно поле g7 · черна пешка на бяло поле h7 · черна пешка на бяло поле c6 · черна дама на черно поле e5 · черен кон на бяло поле e4 · бяла дама на бяло поле d3 · бяла пешка на бяло поле a2 · бяла пешка на черно поле b2 · бяла пешка на бяло поле c2 · бял офицер на черно поле d2 · бяла пешка на черно поле f2 · бяла пешка на бяло поле g2 · бяла пешка на черно поле h2 · бял цар на черно поле c1 · бял топ на бяло поле d1 · бял офицер на бяло поле f1 · бял кон на черно поле g1 · бял топ на бяло поле h1 | черен топ на бяло поле a8 · черен кон на черно поле b8 · черен офицер на бяло поле c8 · черен цар на бяло поле e8 · черен офицер на черно поле f8 · черен топ на черно поле h8 · черна пешка на черно поле a7 · черна пешка на бяло поле b7 · черна пешка на бяло поле f7 · черна пешка на черно поле g7 · черна пешка на бяло поле h7 · черна пешка на бяло поле c6 · черна дама на черно поле e5 · черен кон на бяло поле e4 · бяла дама на бяло поле d3 · бяла пешка на бяло поле a2 · бяла пешка на черно поле b2 · бяла пешка на бяло поле c2 · бял офицер на черно поле d2 · бяла пешка на черно поле f2 · бяла пешка на бяло поле g2 · бяла пешка на черно поле h2 · бял цар на черно поле c1 · бял топ на бяло поле d1 · бял офицер на бяло поле f1 · бял кон на черно поле g1 · бял топ на бяло поле h1 | черен топ на бяло поле a8 · черен кон на черно поле b8 · черен офицер на бяло поле c8 · черен цар на бяло поле e8 · черен офицер на черно поле f8 · черен топ на черно поле h8 · черна пешка на черно поле a7 · черна пешка на бяло поле b7 · черна пешка на бяло поле f7 · черна пешка на черно поле g7 · черна пешка на бяло поле h7 · черна пешка на бяло поле c6 · черна дама на черно поле e5 · черен кон на бяло поле e4 · бяла дама на бяло поле d3 · бяла пешка на бяло поле a2 · бяла пешка на черно поле b2 · бяла пешка на бяло поле c2 · бял офицер на черно поле d2 · бяла пешка на черно поле f2 · бяла пешка на бяло поле g2 · бяла пешка на черно поле h2 · бял цар на черно поле c1 · бял топ на бяло поле d1 · бял офицер на бяло поле f1 · бял кон на черно поле g1 · бял топ на бяло поле h1 | черен топ на бяло поле a8 · черен кон на черно поле b8 · черен офицер на бяло поле c8 · черен цар на бяло поле e8 · черен офицер на черно поле f8 · черен топ на черно поле h8 · черна пешка на черно поле a7 · черна пешка на бяло поле b7 · черна пешка на бяло поле f7 · черна пешка на черно поле g7 · черна пешка на бяло поле h7 · черна пешка на бяло поле c6 · черна дама на черно поле e5 · черен кон на бяло поле e4 · бяла дама на бяло поле d3 · бяла пешка на бяло поле a2 · бяла пешка на черно поле b2 · бяла пешка на бяло поле c2 · бял офицер на черно поле d2 · бяла пешка на черно поле f2 · бяла пешка на бяло поле g2 · бяла пешка на черно поле h2 · бял цар на черно поле c1 · бял топ на бяло поле d1 · бял офицер на бяло поле f1 · бял кон на черно поле g1 · бял топ на бяло поле h1 | черен топ на бяло поле a8 · черен кон на черно поле b8 · черен офицер на бяло поле c8 · черен цар на бяло поле e8 · черен офицер на черно поле f8 · черен топ на черно поле h8 · черна пешка на черно поле a7 · черна пешка на бяло поле b7 · черна пешка на бяло поле f7 · черна пешка на черно поле g7 · черна пешка на бяло поле h7 · черна пешка на бяло поле c6 · черна дама на черно поле e5 · черен кон на бяло поле e4 · бяла дама на бяло поле d3 · бяла пешка на бяло поле a2 · бяла пешка на черно поле b2 · бяла пешка на бяло поле c2 · бял офицер на черно поле d2 · бяла пешка на черно поле f2 · бяла пешка на бяло поле g2 · бяла пешка на черно поле h2 · бял цар на черно поле c1 · бял топ на бяло поле d1 · бял офицер на бяло поле f1 · бял кон на черно поле g1 · бял топ на бяло поле h1 | черен топ на бяло поле a8 · черен кон на черно поле b8 · черен офицер на бяло поле c8 · черен цар на бяло поле e8 · черен офицер на черно поле f8 · черен топ на черно поле h8 · черна пешка на черно поле a7 · черна пешка на бяло поле b7 · черна пешка на бяло поле f7 · черна пешка на черно поле g7 · черна пешка на бяло поле h7 · черна пешка на бяло поле c6 · черна дама на черно поле e5 · черен кон на бяло поле e4 · бяла дама на бяло поле d3 · бяла пешка на бяло поле a2 · бяла пешка на черно поле b2 · бяла пешка на бяло поле c2 · бял офицер на черно поле d2 · бяла пешка на черно поле f2 · бяла пешка на бяло поле g2 · бяла пешка на черно поле h2 · бял цар на черно поле c1 · бял топ на бяло поле d1 · бял офицер на бяло поле f1 · бял кон на черно поле g1 · бял топ на бяло поле h1 | 1 |
|   | a | b | c | d | e | f | g | h |   |

Рихард Рети – Савелий Тартаковер, Виена, 1910 г.

Защита Каро-Кан

1. e4 c6 2. d4 d5 3. Kc3 d:e4 4. K:e4 Kf6 5. Дd3 e5? 6. d:e5 Да5+ 
7. Оd2 Д:е5 8. 0 – 0 – 0 К:е4?? (диаграма 1) Решаваща грешка. Трябваше 8 ... Ое7. Черните бързат да разменят силния бял кон на е4, но не виждат опасността от разкриването на диагонала h4–d8 пред царя и сега Рети сътворява блестяща матова комбинация. 
9. Дd8+!! Ц:d8 
10. Оg5++!! Цс7 (или 10 ... Це8 11. Тd8#) 
11. Оd8 мат!! 

### Рети – Боголюбов
|   | a | b | c | d | e | f | g | h |   |
| 8 | черен топ на черно поле d8 · черен офицер на черно поле f8 · черен цар на черно поле h8 · черна пешка на черно поле a7 · черна пешка на бяло поле b7 · черна дама на черно поле c7 · бял офицер на бяло поле f7 · черна пешка на черно поле g7 · черна пешка на бяло поле h7 · черна пешка на бяло поле c6 · бяла пешка на черно поле c5 · бяла дама на бяло поле f5 · бяла пешка на бяло поле b3 · бяла пешка на черно поле g3 · бяла пешка на бяло поле a2 · бяла пешка на черно поле h2 · бял топ на бяло поле f1 · бял цар на черно поле g1 | черен топ на черно поле d8 · черен офицер на черно поле f8 · черен цар на черно поле h8 · черна пешка на черно поле a7 · черна пешка на бяло поле b7 · черна дама на черно поле c7 · бял офицер на бяло поле f7 · черна пешка на черно поле g7 · черна пешка на бяло поле h7 · черна пешка на бяло поле c6 · бяла пешка на черно поле c5 · бяла дама на бяло поле f5 · бяла пешка на бяло поле b3 · бяла пешка на черно поле g3 · бяла пешка на бяло поле a2 · бяла пешка на черно поле h2 · бял топ на бяло поле f1 · бял цар на черно поле g1 | черен топ на черно поле d8 · черен офицер на черно поле f8 · черен цар на черно поле h8 · черна пешка на черно поле a7 · черна пешка на бяло поле b7 · черна дама на черно поле c7 · бял офицер на бяло поле f7 · черна пешка на черно поле g7 · черна пешка на бяло поле h7 · черна пешка на бяло поле c6 · бяла пешка на черно поле c5 · бяла дама на бяло поле f5 · бяла пешка на бяло поле b3 · бяла пешка на черно поле g3 · бяла пешка на бяло поле a2 · бяла пешка на черно поле h2 · бял топ на бяло поле f1 · бял цар на черно поле g1 | черен топ на черно поле d8 · черен офицер на черно поле f8 · черен цар на черно поле h8 · черна пешка на черно поле a7 · черна пешка на бяло поле b7 · черна дама на черно поле c7 · бял офицер на бяло поле f7 · черна пешка на черно поле g7 · черна пешка на бяло поле h7 · черна пешка на бяло поле c6 · бяла пешка на черно поле c5 · бяла дама на бяло поле f5 · бяла пешка на бяло поле b3 · бяла пешка на черно поле g3 · бяла пешка на бяло поле a2 · бяла пешка на черно поле h2 · бял топ на бяло поле f1 · бял цар на черно поле g1 | черен топ на черно поле d8 · черен офицер на черно поле f8 · черен цар на черно поле h8 · черна пешка на черно поле a7 · черна пешка на бяло поле b7 · черна дама на черно поле c7 · бял офицер на бяло поле f7 · черна пешка на черно поле g7 · черна пешка на бяло поле h7 · черна пешка на бяло поле c6 · бяла пешка на черно поле c5 · бяла дама на бяло поле f5 · бяла пешка на бяло поле b3 · бяла пешка на черно поле g3 · бяла пешка на бяло поле a2 · бяла пешка на черно поле h2 · бял топ на бяло поле f1 · бял цар на черно поле g1 | черен топ на черно поле d8 · черен офицер на черно поле f8 · черен цар на черно поле h8 · черна пешка на черно поле a7 · черна пешка на бяло поле b7 · черна дама на черно поле c7 · бял офицер на бяло поле f7 · черна пешка на черно поле g7 · черна пешка на бяло поле h7 · черна пешка на бяло поле c6 · бяла пешка на черно поле c5 · бяла дама на бяло поле f5 · бяла пешка на бяло поле b3 · бяла пешка на черно поле g3 · бяла пешка на бяло поле a2 · бяла пешка на черно поле h2 · бял топ на бяло поле f1 · бял цар на черно поле g1 | черен топ на черно поле d8 · черен офицер на черно поле f8 · черен цар на черно поле h8 · черна пешка на черно поле a7 · черна пешка на бяло поле b7 · черна дама на черно поле c7 · бял офицер на бяло поле f7 · черна пешка на черно поле g7 · черна пешка на бяло поле h7 · черна пешка на бяло поле c6 · бяла пешка на черно поле c5 · бяла дама на бяло поле f5 · бяла пешка на бяло поле b3 · бяла пешка на черно поле g3 · бяла пешка на бяло поле a2 · бяла пешка на черно поле h2 · бял топ на бяло поле f1 · бял цар на черно поле g1 | черен топ на черно поле d8 · черен офицер на черно поле f8 · черен цар на черно поле h8 · черна пешка на черно поле a7 · черна пешка на бяло поле b7 · черна дама на черно поле c7 · бял офицер на бяло поле f7 · черна пешка на черно поле g7 · черна пешка на бяло поле h7 · черна пешка на бяло поле c6 · бяла пешка на черно поле c5 · бяла дама на бяло поле f5 · бяла пешка на бяло поле b3 · бяла пешка на черно поле g3 · бяла пешка на бяло поле a2 · бяла пешка на черно поле h2 · бял топ на бяло поле f1 · бял цар на черно поле g1 | 8 |
| 7 | черен топ на черно поле d8 · черен офицер на черно поле f8 · черен цар на черно поле h8 · черна пешка на черно поле a7 · черна пешка на бяло поле b7 · черна дама на черно поле c7 · бял офицер на бяло поле f7 · черна пешка на черно поле g7 · черна пешка на бяло поле h7 · черна пешка на бяло поле c6 · бяла пешка на черно поле c5 · бяла дама на бяло поле f5 · бяла пешка на бяло поле b3 · бяла пешка на черно поле g3 · бяла пешка на бяло поле a2 · бяла пешка на черно поле h2 · бял топ на бяло поле f1 · бял цар на черно поле g1 | черен топ на черно поле d8 · черен офицер на черно поле f8 · черен цар на черно поле h8 · черна пешка на черно поле a7 · черна пешка на бяло поле b7 · черна дама на черно поле c7 · бял офицер на бяло поле f7 · черна пешка на черно поле g7 · черна пешка на бяло поле h7 · черна пешка на бяло поле c6 · бяла пешка на черно поле c5 · бяла дама на бяло поле f5 · бяла пешка на бяло поле b3 · бяла пешка на черно поле g3 · бяла пешка на бяло поле a2 · бяла пешка на черно поле h2 · бял топ на бяло поле f1 · бял цар на черно поле g1 | черен топ на черно поле d8 · черен офицер на черно поле f8 · черен цар на черно поле h8 · черна пешка на черно поле a7 · черна пешка на бяло поле b7 · черна дама на черно поле c7 · бял офицер на бяло поле f7 · черна пешка на черно поле g7 · черна пешка на бяло поле h7 · черна пешка на бяло поле c6 · бяла пешка на черно поле c5 · бяла дама на бяло поле f5 · бяла пешка на бяло поле b3 · бяла пешка на черно поле g3 · бяла пешка на бяло поле a2 · бяла пешка на черно поле h2 · бял топ на бяло поле f1 · бял цар на черно поле g1 | черен топ на черно поле d8 · черен офицер на черно поле f8 · черен цар на черно поле h8 · черна пешка на черно поле a7 · черна пешка на бяло поле b7 · черна дама на черно поле c7 · бял офицер на бяло поле f7 · черна пешка на черно поле g7 · черна пешка на бяло поле h7 · черна пешка на бяло поле c6 · бяла пешка на черно поле c5 · бяла дама на бяло поле f5 · бяла пешка на бяло поле b3 · бяла пешка на черно поле g3 · бяла пешка на бяло поле a2 · бяла пешка на черно поле h2 · бял топ на бяло поле f1 · бял цар на черно поле g1 | черен топ на черно поле d8 · черен офицер на черно поле f8 · черен цар на черно поле h8 · черна пешка на черно поле a7 · черна пешка на бяло поле b7 · черна дама на черно поле c7 · бял офицер на бяло поле f7 · черна пешка на черно поле g7 · черна пешка на бяло поле h7 · черна пешка на бяло поле c6 · бяла пешка на черно поле c5 · бяла дама на бяло поле f5 · бяла пешка на бяло поле b3 · бяла пешка на черно поле g3 · бяла пешка на бяло поле a2 · бяла пешка на черно поле h2 · бял топ на бяло поле f1 · бял цар на черно поле g1 | черен топ на черно поле d8 · черен офицер на черно поле f8 · черен цар на черно поле h8 · черна пешка на черно поле a7 · черна пешка на бяло поле b7 · черна дама на черно поле c7 · бял офицер на бяло поле f7 · черна пешка на черно поле g7 · черна пешка на бяло поле h7 · черна пешка на бяло поле c6 · бяла пешка на черно поле c5 · бяла дама на бяло поле f5 · бяла пешка на бяло поле b3 · бяла пешка на черно поле g3 · бяла пешка на бяло поле a2 · бяла пешка на черно поле h2 · бял топ на бяло поле f1 · бял цар на черно поле g1 | черен топ на черно поле d8 · черен офицер на черно поле f8 · черен цар на черно поле h8 · черна пешка на черно поле a7 · черна пешка на бяло поле b7 · черна дама на черно поле c7 · бял офицер на бяло поле f7 · черна пешка на черно поле g7 · черна пешка на бяло поле h7 · черна пешка на бяло поле c6 · бяла пешка на черно поле c5 · бяла дама на бяло поле f5 · бяла пешка на бяло поле b3 · бяла пешка на черно поле g3 · бяла пешка на бяло поле a2 · бяла пешка на черно поле h2 · бял топ на бяло поле f1 · бял цар на черно поле g1 | черен топ на черно поле d8 · черен офицер на черно поле f8 · черен цар на черно поле h8 · черна пешка на черно поле a7 · черна пешка на бяло поле b7 · черна дама на черно поле c7 · бял офицер на бяло поле f7 · черна пешка на черно поле g7 · черна пешка на бяло поле h7 · черна пешка на бяло поле c6 · бяла пешка на черно поле c5 · бяла дама на бяло поле f5 · бяла пешка на бяло поле b3 · бяла пешка на черно поле g3 · бяла пешка на бяло поле a2 · бяла пешка на черно поле h2 · бял топ на бяло поле f1 · бял цар на черно поле g1 | 7 |
| 6 | черен топ на черно поле d8 · черен офицер на черно поле f8 · черен цар на черно поле h8 · черна пешка на черно поле a7 · черна пешка на бяло поле b7 · черна дама на черно поле c7 · бял офицер на бяло поле f7 · черна пешка на черно поле g7 · черна пешка на бяло поле h7 · черна пешка на бяло поле c6 · бяла пешка на черно поле c5 · бяла дама на бяло поле f5 · бяла пешка на бяло поле b3 · бяла пешка на черно поле g3 · бяла пешка на бяло поле a2 · бяла пешка на черно поле h2 · бял топ на бяло поле f1 · бял цар на черно поле g1 | черен топ на черно поле d8 · черен офицер на черно поле f8 · черен цар на черно поле h8 · черна пешка на черно поле a7 · черна пешка на бяло поле b7 · черна дама на черно поле c7 · бял офицер на бяло поле f7 · черна пешка на черно поле g7 · черна пешка на бяло поле h7 · черна пешка на бяло поле c6 · бяла пешка на черно поле c5 · бяла дама на бяло поле f5 · бяла пешка на бяло поле b3 · бяла пешка на черно поле g3 · бяла пешка на бяло поле a2 · бяла пешка на черно поле h2 · бял топ на бяло поле f1 · бял цар на черно поле g1 | черен топ на черно поле d8 · черен офицер на черно поле f8 · черен цар на черно поле h8 · черна пешка на черно поле a7 · черна пешка на бяло поле b7 · черна дама на черно поле c7 · бял офицер на бяло поле f7 · черна пешка на черно поле g7 · черна пешка на бяло поле h7 · черна пешка на бяло поле c6 · бяла пешка на черно поле c5 · бяла дама на бяло поле f5 · бяла пешка на бяло поле b3 · бяла пешка на черно поле g3 · бяла пешка на бяло поле a2 · бяла пешка на черно поле h2 · бял топ на бяло поле f1 · бял цар на черно поле g1 | черен топ на черно поле d8 · черен офицер на черно поле f8 · черен цар на черно поле h8 · черна пешка на черно поле a7 · черна пешка на бяло поле b7 · черна дама на черно поле c7 · бял офицер на бяло поле f7 · черна пешка на черно поле g7 · черна пешка на бяло поле h7 · черна пешка на бяло поле c6 · бяла пешка на черно поле c5 · бяла дама на бяло поле f5 · бяла пешка на бяло поле b3 · бяла пешка на черно поле g3 · бяла пешка на бяло поле a2 · бяла пешка на черно поле h2 · бял топ на бяло поле f1 · бял цар на черно поле g1 | черен топ на черно поле d8 · черен офицер на черно поле f8 · черен цар на черно поле h8 · черна пешка на черно поле a7 · черна пешка на бяло поле b7 · черна дама на черно поле c7 · бял офицер на бяло поле f7 · черна пешка на черно поле g7 · черна пешка на бяло поле h7 · черна пешка на бяло поле c6 · бяла пешка на черно поле c5 · бяла дама на бяло поле f5 · бяла пешка на бяло поле b3 · бяла пешка на черно поле g3 · бяла пешка на бяло поле a2 · бяла пешка на черно поле h2 · бял топ на бяло поле f1 · бял цар на черно поле g1 | черен топ на черно поле d8 · черен офицер на черно поле f8 · черен цар на черно поле h8 · черна пешка на черно поле a7 · черна пешка на бяло поле b7 · черна дама на черно поле c7 · бял офицер на бяло поле f7 · черна пешка на черно поле g7 · черна пешка на бяло поле h7 · черна пешка на бяло поле c6 · бяла пешка на черно поле c5 · бяла дама на бяло поле f5 · бяла пешка на бяло поле b3 · бяла пешка на черно поле g3 · бяла пешка на бяло поле a2 · бяла пешка на черно поле h2 · бял топ на бяло поле f1 · бял цар на черно поле g1 | черен топ на черно поле d8 · черен офицер на черно поле f8 · черен цар на черно поле h8 · черна пешка на черно поле a7 · черна пешка на бяло поле b7 · черна дама на черно поле c7 · бял офицер на бяло поле f7 · черна пешка на черно поле g7 · черна пешка на бяло поле h7 · черна пешка на бяло поле c6 · бяла пешка на черно поле c5 · бяла дама на бяло поле f5 · бяла пешка на бяло поле b3 · бяла пешка на черно поле g3 · бяла пешка на бяло поле a2 · бяла пешка на черно поле h2 · бял топ на бяло поле f1 · бял цар на черно поле g1 | черен топ на черно поле d8 · черен офицер на черно поле f8 · черен цар на черно поле h8 · черна пешка на черно поле a7 · черна пешка на бяло поле b7 · черна дама на черно поле c7 · бял офицер на бяло поле f7 · черна пешка на черно поле g7 · черна пешка на бяло поле h7 · черна пешка на бяло поле c6 · бяла пешка на черно поле c5 · бяла дама на бяло поле f5 · бяла пешка на бяло поле b3 · бяла пешка на черно поле g3 · бяла пешка на бяло поле a2 · бяла пешка на черно поле h2 · бял топ на бяло поле f1 · бял цар на черно поле g1 | 6 |
| 5 | черен топ на черно поле d8 · черен офицер на черно поле f8 · черен цар на черно поле h8 · черна пешка на черно поле a7 · черна пешка на бяло поле b7 · черна дама на черно поле c7 · бял офицер на бяло поле f7 · черна пешка на черно поле g7 · черна пешка на бяло поле h7 · черна пешка на бяло поле c6 · бяла пешка на черно поле c5 · бяла дама на бяло поле f5 · бяла пешка на бяло поле b3 · бяла пешка на черно поле g3 · бяла пешка на бяло поле a2 · бяла пешка на черно поле h2 · бял топ на бяло поле f1 · бял цар на черно поле g1 | черен топ на черно поле d8 · черен офицер на черно поле f8 · черен цар на черно поле h8 · черна пешка на черно поле a7 · черна пешка на бяло поле b7 · черна дама на черно поле c7 · бял офицер на бяло поле f7 · черна пешка на черно поле g7 · черна пешка на бяло поле h7 · черна пешка на бяло поле c6 · бяла пешка на черно поле c5 · бяла дама на бяло поле f5 · бяла пешка на бяло поле b3 · бяла пешка на черно поле g3 · бяла пешка на бяло поле a2 · бяла пешка на черно поле h2 · бял топ на бяло поле f1 · бял цар на черно поле g1 | черен топ на черно поле d8 · черен офицер на черно поле f8 · черен цар на черно поле h8 · черна пешка на черно поле a7 · черна пешка на бяло поле b7 · черна дама на черно поле c7 · бял офицер на бяло поле f7 · черна пешка на черно поле g7 · черна пешка на бяло поле h7 · черна пешка на бяло поле c6 · бяла пешка на черно поле c5 · бяла дама на бяло поле f5 · бяла пешка на бяло поле b3 · бяла пешка на черно поле g3 · бяла пешка на бяло поле a2 · бяла пешка на черно поле h2 · бял топ на бяло поле f1 · бял цар на черно поле g1 | черен топ на черно поле d8 · черен офицер на черно поле f8 · черен цар на черно поле h8 · черна пешка на черно поле a7 · черна пешка на бяло поле b7 · черна дама на черно поле c7 · бял офицер на бяло поле f7 · черна пешка на черно поле g7 · черна пешка на бяло поле h7 · черна пешка на бяло поле c6 · бяла пешка на черно поле c5 · бяла дама на бяло поле f5 · бяла пешка на бяло поле b3 · бяла пешка на черно поле g3 · бяла пешка на бяло поле a2 · бяла пешка на черно поле h2 · бял топ на бяло поле f1 · бял цар на черно поле g1 | черен топ на черно поле d8 · черен офицер на черно поле f8 · черен цар на черно поле h8 · черна пешка на черно поле a7 · черна пешка на бяло поле b7 · черна дама на черно поле c7 · бял офицер на бяло поле f7 · черна пешка на черно поле g7 · черна пешка на бяло поле h7 · черна пешка на бяло поле c6 · бяла пешка на черно поле c5 · бяла дама на бяло поле f5 · бяла пешка на бяло поле b3 · бяла пешка на черно поле g3 · бяла пешка на бяло поле a2 · бяла пешка на черно поле h2 · бял топ на бяло поле f1 · бял цар на черно поле g1 | черен топ на черно поле d8 · черен офицер на черно поле f8 · черен цар на черно поле h8 · черна пешка на черно поле a7 · черна пешка на бяло поле b7 · черна дама на черно поле c7 · бял офицер на бяло поле f7 · черна пешка на черно поле g7 · черна пешка на бяло поле h7 · черна пешка на бяло поле c6 · бяла пешка на черно поле c5 · бяла дама на бяло поле f5 · бяла пешка на бяло поле b3 · бяла пешка на черно поле g3 · бяла пешка на бяло поле a2 · бяла пешка на черно поле h2 · бял топ на бяло поле f1 · бял цар на черно поле g1 | черен топ на черно поле d8 · черен офицер на черно поле f8 · черен цар на черно поле h8 · черна пешка на черно поле a7 · черна пешка на бяло поле b7 · черна дама на черно поле c7 · бял офицер на бяло поле f7 · черна пешка на черно поле g7 · черна пешка на бяло поле h7 · черна пешка на бяло поле c6 · бяла пешка на черно поле c5 · бяла дама на бяло поле f5 · бяла пешка на бяло поле b3 · бяла пешка на черно поле g3 · бяла пешка на бяло поле a2 · бяла пешка на черно поле h2 · бял топ на бяло поле f1 · бял цар на черно поле g1 | черен топ на черно поле d8 · черен офицер на черно поле f8 · черен цар на черно поле h8 · черна пешка на черно поле a7 · черна пешка на бяло поле b7 · черна дама на черно поле c7 · бял офицер на бяло поле f7 · черна пешка на черно поле g7 · черна пешка на бяло поле h7 · черна пешка на бяло поле c6 · бяла пешка на черно поле c5 · бяла дама на бяло поле f5 · бяла пешка на бяло поле b3 · бяла пешка на черно поле g3 · бяла пешка на бяло поле a2 · бяла пешка на черно поле h2 · бял топ на бяло поле f1 · бял цар на черно поле g1 | 5 |
| 4 | черен топ на черно поле d8 · черен офицер на черно поле f8 · черен цар на черно поле h8 · черна пешка на черно поле a7 · черна пешка на бяло поле b7 · черна дама на черно поле c7 · бял офицер на бяло поле f7 · черна пешка на черно поле g7 · черна пешка на бяло поле h7 · черна пешка на бяло поле c6 · бяла пешка на черно поле c5 · бяла дама на бяло поле f5 · бяла пешка на бяло поле b3 · бяла пешка на черно поле g3 · бяла пешка на бяло поле a2 · бяла пешка на черно поле h2 · бял топ на бяло поле f1 · бял цар на черно поле g1 | черен топ на черно поле d8 · черен офицер на черно поле f8 · черен цар на черно поле h8 · черна пешка на черно поле a7 · черна пешка на бяло поле b7 · черна дама на черно поле c7 · бял офицер на бяло поле f7 · черна пешка на черно поле g7 · черна пешка на бяло поле h7 · черна пешка на бяло поле c6 · бяла пешка на черно поле c5 · бяла дама на бяло поле f5 · бяла пешка на бяло поле b3 · бяла пешка на черно поле g3 · бяла пешка на бяло поле a2 · бяла пешка на черно поле h2 · бял топ на бяло поле f1 · бял цар на черно поле g1 | черен топ на черно поле d8 · черен офицер на черно поле f8 · черен цар на черно поле h8 · черна пешка на черно поле a7 · черна пешка на бяло поле b7 · черна дама на черно поле c7 · бял офицер на бяло поле f7 · черна пешка на черно поле g7 · черна пешка на бяло поле h7 · черна пешка на бяло поле c6 · бяла пешка на черно поле c5 · бяла дама на бяло поле f5 · бяла пешка на бяло поле b3 · бяла пешка на черно поле g3 · бяла пешка на бяло поле a2 · бяла пешка на черно поле h2 · бял топ на бяло поле f1 · бял цар на черно поле g1 | черен топ на черно поле d8 · черен офицер на черно поле f8 · черен цар на черно поле h8 · черна пешка на черно поле a7 · черна пешка на бяло поле b7 · черна дама на черно поле c7 · бял офицер на бяло поле f7 · черна пешка на черно поле g7 · черна пешка на бяло поле h7 · черна пешка на бяло поле c6 · бяла пешка на черно поле c5 · бяла дама на бяло поле f5 · бяла пешка на бяло поле b3 · бяла пешка на черно поле g3 · бяла пешка на бяло поле a2 · бяла пешка на черно поле h2 · бял топ на бяло поле f1 · бял цар на черно поле g1 | черен топ на черно поле d8 · черен офицер на черно поле f8 · черен цар на черно поле h8 · черна пешка на черно поле a7 · черна пешка на бяло поле b7 · черна дама на черно поле c7 · бял офицер на бяло поле f7 · черна пешка на черно поле g7 · черна пешка на бяло поле h7 · черна пешка на бяло поле c6 · бяла пешка на черно поле c5 · бяла дама на бяло поле f5 · бяла пешка на бяло поле b3 · бяла пешка на черно поле g3 · бяла пешка на бяло поле a2 · бяла пешка на черно поле h2 · бял топ на бяло поле f1 · бял цар на черно поле g1 | черен топ на черно поле d8 · черен офицер на черно поле f8 · черен цар на черно поле h8 · черна пешка на черно поле a7 · черна пешка на бяло поле b7 · черна дама на черно поле c7 · бял офицер на бяло поле f7 · черна пешка на черно поле g7 · черна пешка на бяло поле h7 · черна пешка на бяло поле c6 · бяла пешка на черно поле c5 · бяла дама на бяло поле f5 · бяла пешка на бяло поле b3 · бяла пешка на черно поле g3 · бяла пешка на бяло поле a2 · бяла пешка на черно поле h2 · бял топ на бяло поле f1 · бял цар на черно поле g1 | черен топ на черно поле d8 · черен офицер на черно поле f8 · черен цар на черно поле h8 · черна пешка на черно поле a7 · черна пешка на бяло поле b7 · черна дама на черно поле c7 · бял офицер на бяло поле f7 · черна пешка на черно поле g7 · черна пешка на бяло поле h7 · черна пешка на бяло поле c6 · бяла пешка на черно поле c5 · бяла дама на бяло поле f5 · бяла пешка на бяло поле b3 · бяла пешка на черно поле g3 · бяла пешка на бяло поле a2 · бяла пешка на черно поле h2 · бял топ на бяло поле f1 · бял цар на черно поле g1 | черен топ на черно поле d8 · черен офицер на черно поле f8 · черен цар на черно поле h8 · черна пешка на черно поле a7 · черна пешка на бяло поле b7 · черна дама на черно поле c7 · бял офицер на бяло поле f7 · черна пешка на черно поле g7 · черна пешка на бяло поле h7 · черна пешка на бяло поле c6 · бяла пешка на черно поле c5 · бяла дама на бяло поле f5 · бяла пешка на бяло поле b3 · бяла пешка на черно поле g3 · бяла пешка на бяло поле a2 · бяла пешка на черно поле h2 · бял топ на бяло поле f1 · бял цар на черно поле g1 | 4 |
| 3 | черен топ на черно поле d8 · черен офицер на черно поле f8 · черен цар на черно поле h8 · черна пешка на черно поле a7 · черна пешка на бяло поле b7 · черна дама на черно поле c7 · бял офицер на бяло поле f7 · черна пешка на черно поле g7 · черна пешка на бяло поле h7 · черна пешка на бяло поле c6 · бяла пешка на черно поле c5 · бяла дама на бяло поле f5 · бяла пешка на бяло поле b3 · бяла пешка на черно поле g3 · бяла пешка на бяло поле a2 · бяла пешка на черно поле h2 · бял топ на бяло поле f1 · бял цар на черно поле g1 | черен топ на черно поле d8 · черен офицер на черно поле f8 · черен цар на черно поле h8 · черна пешка на черно поле a7 · черна пешка на бяло поле b7 · черна дама на черно поле c7 · бял офицер на бяло поле f7 · черна пешка на черно поле g7 · черна пешка на бяло поле h7 · черна пешка на бяло поле c6 · бяла пешка на черно поле c5 · бяла дама на бяло поле f5 · бяла пешка на бяло поле b3 · бяла пешка на черно поле g3 · бяла пешка на бяло поле a2 · бяла пешка на черно поле h2 · бял топ на бяло поле f1 · бял цар на черно поле g1 | черен топ на черно поле d8 · черен офицер на черно поле f8 · черен цар на черно поле h8 · черна пешка на черно поле a7 · черна пешка на бяло поле b7 · черна дама на черно поле c7 · бял офицер на бяло поле f7 · черна пешка на черно поле g7 · черна пешка на бяло поле h7 · черна пешка на бяло поле c6 · бяла пешка на черно поле c5 · бяла дама на бяло поле f5 · бяла пешка на бяло поле b3 · бяла пешка на черно поле g3 · бяла пешка на бяло поле a2 · бяла пешка на черно поле h2 · бял топ на бяло поле f1 · бял цар на черно поле g1 | черен топ на черно поле d8 · черен офицер на черно поле f8 · черен цар на черно поле h8 · черна пешка на черно поле a7 · черна пешка на бяло поле b7 · черна дама на черно поле c7 · бял офицер на бяло поле f7 · черна пешка на черно поле g7 · черна пешка на бяло поле h7 · черна пешка на бяло поле c6 · бяла пешка на черно поле c5 · бяла дама на бяло поле f5 · бяла пешка на бяло поле b3 · бяла пешка на черно поле g3 · бяла пешка на бяло поле a2 · бяла пешка на черно поле h2 · бял топ на бяло поле f1 · бял цар на черно поле g1 | черен топ на черно поле d8 · черен офицер на черно поле f8 · черен цар на черно поле h8 · черна пешка на черно поле a7 · черна пешка на бяло поле b7 · черна дама на черно поле c7 · бял офицер на бяло поле f7 · черна пешка на черно поле g7 · черна пешка на бяло поле h7 · черна пешка на бяло поле c6 · бяла пешка на черно поле c5 · бяла дама на бяло поле f5 · бяла пешка на бяло поле b3 · бяла пешка на черно поле g3 · бяла пешка на бяло поле a2 · бяла пешка на черно поле h2 · бял топ на бяло поле f1 · бял цар на черно поле g1 | черен топ на черно поле d8 · черен офицер на черно поле f8 · черен цар на черно поле h8 · черна пешка на черно поле a7 · черна пешка на бяло поле b7 · черна дама на черно поле c7 · бял офицер на бяло поле f7 · черна пешка на черно поле g7 · черна пешка на бяло поле h7 · черна пешка на бяло поле c6 · бяла пешка на черно поле c5 · бяла дама на бяло поле f5 · бяла пешка на бяло поле b3 · бяла пешка на черно поле g3 · бяла пешка на бяло поле a2 · бяла пешка на черно поле h2 · бял топ на бяло поле f1 · бял цар на черно поле g1 | черен топ на черно поле d8 · черен офицер на черно поле f8 · черен цар на черно поле h8 · черна пешка на черно поле a7 · черна пешка на бяло поле b7 · черна дама на черно поле c7 · бял офицер на бяло поле f7 · черна пешка на черно поле g7 · черна пешка на бяло поле h7 · черна пешка на бяло поле c6 · бяла пешка на черно поле c5 · бяла дама на бяло поле f5 · бяла пешка на бяло поле b3 · бяла пешка на черно поле g3 · бяла пешка на бяло поле a2 · бяла пешка на черно поле h2 · бял топ на бяло поле f1 · бял цар на черно поле g1 | черен топ на черно поле d8 · черен офицер на черно поле f8 · черен цар на черно поле h8 · черна пешка на черно поле a7 · черна пешка на бяло поле b7 · черна дама на черно поле c7 · бял офицер на бяло поле f7 · черна пешка на черно поле g7 · черна пешка на бяло поле h7 · черна пешка на бяло поле c6 · бяла пешка на черно поле c5 · бяла дама на бяло поле f5 · бяла пешка на бяло поле b3 · бяла пешка на черно поле g3 · бяла пешка на бяло поле a2 · бяла пешка на черно поле h2 · бял топ на бяло поле f1 · бял цар на черно поле g1 | 3 |
| 2 | черен топ на черно поле d8 · черен офицер на черно поле f8 · черен цар на черно поле h8 · черна пешка на черно поле a7 · черна пешка на бяло поле b7 · черна дама на черно поле c7 · бял офицер на бяло поле f7 · черна пешка на черно поле g7 · черна пешка на бяло поле h7 · черна пешка на бяло поле c6 · бяла пешка на черно поле c5 · бяла дама на бяло поле f5 · бяла пешка на бяло поле b3 · бяла пешка на черно поле g3 · бяла пешка на бяло поле a2 · бяла пешка на черно поле h2 · бял топ на бяло поле f1 · бял цар на черно поле g1 | черен топ на черно поле d8 · черен офицер на черно поле f8 · черен цар на черно поле h8 · черна пешка на черно поле a7 · черна пешка на бяло поле b7 · черна дама на черно поле c7 · бял офицер на бяло поле f7 · черна пешка на черно поле g7 · черна пешка на бяло поле h7 · черна пешка на бяло поле c6 · бяла пешка на черно поле c5 · бяла дама на бяло поле f5 · бяла пешка на бяло поле b3 · бяла пешка на черно поле g3 · бяла пешка на бяло поле a2 · бяла пешка на черно поле h2 · бял топ на бяло поле f1 · бял цар на черно поле g1 | черен топ на черно поле d8 · черен офицер на черно поле f8 · черен цар на черно поле h8 · черна пешка на черно поле a7 · черна пешка на бяло поле b7 · черна дама на черно поле c7 · бял офицер на бяло поле f7 · черна пешка на черно поле g7 · черна пешка на бяло поле h7 · черна пешка на бяло поле c6 · бяла пешка на черно поле c5 · бяла дама на бяло поле f5 · бяла пешка на бяло поле b3 · бяла пешка на черно поле g3 · бяла пешка на бяло поле a2 · бяла пешка на черно поле h2 · бял топ на бяло поле f1 · бял цар на черно поле g1 | черен топ на черно поле d8 · черен офицер на черно поле f8 · черен цар на черно поле h8 · черна пешка на черно поле a7 · черна пешка на бяло поле b7 · черна дама на черно поле c7 · бял офицер на бяло поле f7 · черна пешка на черно поле g7 · черна пешка на бяло поле h7 · черна пешка на бяло поле c6 · бяла пешка на черно поле c5 · бяла дама на бяло поле f5 · бяла пешка на бяло поле b3 · бяла пешка на черно поле g3 · бяла пешка на бяло поле a2 · бяла пешка на черно поле h2 · бял топ на бяло поле f1 · бял цар на черно поле g1 | черен топ на черно поле d8 · черен офицер на черно поле f8 · черен цар на черно поле h8 · черна пешка на черно поле a7 · черна пешка на бяло поле b7 · черна дама на черно поле c7 · бял офицер на бяло поле f7 · черна пешка на черно поле g7 · черна пешка на бяло поле h7 · черна пешка на бяло поле c6 · бяла пешка на черно поле c5 · бяла дама на бяло поле f5 · бяла пешка на бяло поле b3 · бяла пешка на черно поле g3 · бяла пешка на бяло поле a2 · бяла пешка на черно поле h2 · бял топ на бяло поле f1 · бял цар на черно поле g1 | черен топ на черно поле d8 · черен офицер на черно поле f8 · черен цар на черно поле h8 · черна пешка на черно поле a7 · черна пешка на бяло поле b7 · черна дама на черно поле c7 · бял офицер на бяло поле f7 · черна пешка на черно поле g7 · черна пешка на бяло поле h7 · черна пешка на бяло поле c6 · бяла пешка на черно поле c5 · бяла дама на бяло поле f5 · бяла пешка на бяло поле b3 · бяла пешка на черно поле g3 · бяла пешка на бяло поле a2 · бяла пешка на черно поле h2 · бял топ на бяло поле f1 · бял цар на черно поле g1 | черен топ на черно поле d8 · черен офицер на черно поле f8 · черен цар на черно поле h8 · черна пешка на черно поле a7 · черна пешка на бяло поле b7 · черна дама на черно поле c7 · бял офицер на бяло поле f7 · черна пешка на черно поле g7 · черна пешка на бяло поле h7 · черна пешка на бяло поле c6 · бяла пешка на черно поле c5 · бяла дама на бяло поле f5 · бяла пешка на бяло поле b3 · бяла пешка на черно поле g3 · бяла пешка на бяло поле a2 · бяла пешка на черно поле h2 · бял топ на бяло поле f1 · бял цар на черно поле g1 | черен топ на черно поле d8 · черен офицер на черно поле f8 · черен цар на черно поле h8 · черна пешка на черно поле a7 · черна пешка на бяло поле b7 · черна дама на черно поле c7 · бял офицер на бяло поле f7 · черна пешка на черно поле g7 · черна пешка на бяло поле h7 · черна пешка на бяло поле c6 · бяла пешка на черно поле c5 · бяла дама на бяло поле f5 · бяла пешка на бяло поле b3 · бяла пешка на черно поле g3 · бяла пешка на бяло поле a2 · бяла пешка на черно поле h2 · бял топ на бяло поле f1 · бял цар на черно поле g1 | 2 |
| 1 | черен топ на черно поле d8 · черен офицер на черно поле f8 · черен цар на черно поле h8 · черна пешка на черно поле a7 · черна пешка на бяло поле b7 · черна дама на черно поле c7 · бял офицер на бяло поле f7 · черна пешка на черно поле g7 · черна пешка на бяло поле h7 · черна пешка на бяло поле c6 · бяла пешка на черно поле c5 · бяла дама на бяло поле f5 · бяла пешка на бяло поле b3 · бяла пешка на черно поле g3 · бяла пешка на бяло поле a2 · бяла пешка на черно поле h2 · бял топ на бяло поле f1 · бял цар на черно поле g1 | черен топ на черно поле d8 · черен офицер на черно поле f8 · черен цар на черно поле h8 · черна пешка на черно поле a7 · черна пешка на бяло поле b7 · черна дама на черно поле c7 · бял офицер на бяло поле f7 · черна пешка на черно поле g7 · черна пешка на бяло поле h7 · черна пешка на бяло поле c6 · бяла пешка на черно поле c5 · бяла дама на бяло поле f5 · бяла пешка на бяло поле b3 · бяла пешка на черно поле g3 · бяла пешка на бяло поле a2 · бяла пешка на черно поле h2 · бял топ на бяло поле f1 · бял цар на черно поле g1 | черен топ на черно поле d8 · черен офицер на черно поле f8 · черен цар на черно поле h8 · черна пешка на черно поле a7 · черна пешка на бяло поле b7 · черна дама на черно поле c7 · бял офицер на бяло поле f7 · черна пешка на черно поле g7 · черна пешка на бяло поле h7 · черна пешка на бяло поле c6 · бяла пешка на черно поле c5 · бяла дама на бяло поле f5 · бяла пешка на бяло поле b3 · бяла пешка на черно поле g3 · бяла пешка на бяло поле a2 · бяла пешка на черно поле h2 · бял топ на бяло поле f1 · бял цар на черно поле g1 | черен топ на черно поле d8 · черен офицер на черно поле f8 · черен цар на черно поле h8 · черна пешка на черно поле a7 · черна пешка на бяло поле b7 · черна дама на черно поле c7 · бял офицер на бяло поле f7 · черна пешка на черно поле g7 · черна пешка на бяло поле h7 · черна пешка на бяло поле c6 · бяла пешка на черно поле c5 · бяла дама на бяло поле f5 · бяла пешка на бяло поле b3 · бяла пешка на черно поле g3 · бяла пешка на бяло поле a2 · бяла пешка на черно поле h2 · бял топ на бяло поле f1 · бял цар на черно поле g1 | черен топ на черно поле d8 · черен офицер на черно поле f8 · черен цар на черно поле h8 · черна пешка на черно поле a7 · черна пешка на бяло поле b7 · черна дама на черно поле c7 · бял офицер на бяло поле f7 · черна пешка на черно поле g7 · черна пешка на бяло поле h7 · черна пешка на бяло поле c6 · бяла пешка на черно поле c5 · бяла дама на бяло поле f5 · бяла пешка на бяло поле b3 · бяла пешка на черно поле g3 · бяла пешка на бяло поле a2 · бяла пешка на черно поле h2 · бял топ на бяло поле f1 · бял цар на черно поле g1 | черен топ на черно поле d8 · черен офицер на черно поле f8 · черен цар на черно поле h8 · черна пешка на черно поле a7 · черна пешка на бяло поле b7 · черна дама на черно поле c7 · бял офицер на бяло поле f7 · черна пешка на черно поле g7 · черна пешка на бяло поле h7 · черна пешка на бяло поле c6 · бяла пешка на черно поле c5 · бяла дама на бяло поле f5 · бяла пешка на бяло поле b3 · бяла пешка на черно поле g3 · бяла пешка на бяло поле a2 · бяла пешка на черно поле h2 · бял топ на бяло поле f1 · бял цар на черно поле g1 | черен топ на черно поле d8 · черен офицер на черно поле f8 · черен цар на черно поле h8 · черна пешка на черно поле a7 · черна пешка на бяло поле b7 · черна дама на черно поле c7 · бял офицер на бяло поле f7 · черна пешка на черно поле g7 · черна пешка на бяло поле h7 · черна пешка на бяло поле c6 · бяла пешка на черно поле c5 · бяла дама на бяло поле f5 · бяла пешка на бяло поле b3 · бяла пешка на черно поле g3 · бяла пешка на бяло поле a2 · бяла пешка на черно поле h2 · бял топ на бяло поле f1 · бял цар на черно поле g1 | черен топ на черно поле d8 · черен офицер на черно поле f8 · черен цар на черно поле h8 · черна пешка на черно поле a7 · черна пешка на бяло поле b7 · черна дама на черно поле c7 · бял офицер на бяло поле f7 · черна пешка на черно поле g7 · черна пешка на бяло поле h7 · черна пешка на бяло поле c6 · бяла пешка на черно поле c5 · бяла дама на бяло поле f5 · бяла пешка на бяло поле b3 · бяла пешка на черно поле g3 · бяла пешка на бяло поле a2 · бяла пешка на черно поле h2 · бял топ на бяло поле f1 · бял цар на черно поле g1 | 1 |
|   | a | b | c | d | e | f | g | h |   |

Вероятно най-известната игра на Рети идва от едно от най-добрите му класирания на турнири в историята – Нюйоркския турнир през 1924 г., в който тази партия е отличена с първа награда за красота.
Рихард Рети – Ефим Боголюбов, Ню Йорк, 1924

1.Кf3 d5 2.c4 e6?! (съмнителна концепция, ограничаваща твърде много офицера на c8) 3.g3 Кf6 4.Оg2 Оd6 5.0 – 0 0 – 0 6.b3 Те8 7.Оb2 Кbd7 8.d4 c6 9.Кbd2 Ке4 10.К:e4 d:e4 11.Ке5 f5 12.f3 e:f3 13.О:f3! Dc7 14.К:d7 О:d7 15.e4 e5 (на пръв поглед черните преодоляха първоначалните проблеми и стоят добре. Рети обаче много бързо ще покаже колко време и усилия им е коствало това и че позицията им все още е твърде разклатена) 16.c5 Оf8 17. Dc2 e:d4 18.e:f5! Черните са въвлечени в разгара на събитията. Повечето от следващите им ходове са принудени. 18 ... Таd8 19.Оh5! Започва грандиозното действие за завършване на играта. За черните става още по-трагично, защото имат надежда да се спасят. Те5 20.О:d4 Т:f5 21.Т:f5 О:f5 22.D:f5 Т:d4 Равен материал, разнополи офицери. Може ли това да е равенство в крайна сметка?! 23.Тf1 Тd8 24.Оf7+ Цh8 (диаграма 2) 25.Ое8 !! Eдновременно двоен удар на полето f8 и прикриването му от защитаващия топ! Заплашва D:f8#. Следва 25 ... Т:е8 (или De7) 26. D:f8+ Т:f8 (или D:f8) 27.Т:f8#. Черните се предават. 

### Рети – Капабланка
|   | a | b | c | d | e | f | g | h |   |
| 8 | черен топ на бяло поле e8 · черен кон на черно поле f8 · черен цар на бяло поле g8 · черен топ на черно поле c7 · черен кон на бяло поле d7 · черна пешка на бяло поле f7 · черна пешка на черно поле b6 · бял кон на бяло поле c6 · бял топ на черно поле d6 · черна пешка на бяло поле g6 · черна пешка на черно поле h6 · черна пешка на черно поле a5 · бяла пешка на бяло поле b5 · черна дама на черно поле c5 · бял кон на бяло поле c4 · бяла пешка на черно поле a3 · бяла пешка на черно поле g3 · бяла дама на черно поле b2 · бяла пешка на черно поле f2 · бял цар на бяло поле g2 · бяла пешка на черно поле h2 · бял топ на бяло поле d1 | черен топ на бяло поле e8 · черен кон на черно поле f8 · черен цар на бяло поле g8 · черен топ на черно поле c7 · черен кон на бяло поле d7 · черна пешка на бяло поле f7 · черна пешка на черно поле b6 · бял кон на бяло поле c6 · бял топ на черно поле d6 · черна пешка на бяло поле g6 · черна пешка на черно поле h6 · черна пешка на черно поле a5 · бяла пешка на бяло поле b5 · черна дама на черно поле c5 · бял кон на бяло поле c4 · бяла пешка на черно поле a3 · бяла пешка на черно поле g3 · бяла дама на черно поле b2 · бяла пешка на черно поле f2 · бял цар на бяло поле g2 · бяла пешка на черно поле h2 · бял топ на бяло поле d1 | черен топ на бяло поле e8 · черен кон на черно поле f8 · черен цар на бяло поле g8 · черен топ на черно поле c7 · черен кон на бяло поле d7 · черна пешка на бяло поле f7 · черна пешка на черно поле b6 · бял кон на бяло поле c6 · бял топ на черно поле d6 · черна пешка на бяло поле g6 · черна пешка на черно поле h6 · черна пешка на черно поле a5 · бяла пешка на бяло поле b5 · черна дама на черно поле c5 · бял кон на бяло поле c4 · бяла пешка на черно поле a3 · бяла пешка на черно поле g3 · бяла дама на черно поле b2 · бяла пешка на черно поле f2 · бял цар на бяло поле g2 · бяла пешка на черно поле h2 · бял топ на бяло поле d1 | черен топ на бяло поле e8 · черен кон на черно поле f8 · черен цар на бяло поле g8 · черен топ на черно поле c7 · черен кон на бяло поле d7 · черна пешка на бяло поле f7 · черна пешка на черно поле b6 · бял кон на бяло поле c6 · бял топ на черно поле d6 · черна пешка на бяло поле g6 · черна пешка на черно поле h6 · черна пешка на черно поле a5 · бяла пешка на бяло поле b5 · черна дама на черно поле c5 · бял кон на бяло поле c4 · бяла пешка на черно поле a3 · бяла пешка на черно поле g3 · бяла дама на черно поле b2 · бяла пешка на черно поле f2 · бял цар на бяло поле g2 · бяла пешка на черно поле h2 · бял топ на бяло поле d1 | черен топ на бяло поле e8 · черен кон на черно поле f8 · черен цар на бяло поле g8 · черен топ на черно поле c7 · черен кон на бяло поле d7 · черна пешка на бяло поле f7 · черна пешка на черно поле b6 · бял кон на бяло поле c6 · бял топ на черно поле d6 · черна пешка на бяло поле g6 · черна пешка на черно поле h6 · черна пешка на черно поле a5 · бяла пешка на бяло поле b5 · черна дама на черно поле c5 · бял кон на бяло поле c4 · бяла пешка на черно поле a3 · бяла пешка на черно поле g3 · бяла дама на черно поле b2 · бяла пешка на черно поле f2 · бял цар на бяло поле g2 · бяла пешка на черно поле h2 · бял топ на бяло поле d1 | черен топ на бяло поле e8 · черен кон на черно поле f8 · черен цар на бяло поле g8 · черен топ на черно поле c7 · черен кон на бяло поле d7 · черна пешка на бяло поле f7 · черна пешка на черно поле b6 · бял кон на бяло поле c6 · бял топ на черно поле d6 · черна пешка на бяло поле g6 · черна пешка на черно поле h6 · черна пешка на черно поле a5 · бяла пешка на бяло поле b5 · черна дама на черно поле c5 · бял кон на бяло поле c4 · бяла пешка на черно поле a3 · бяла пешка на черно поле g3 · бяла дама на черно поле b2 · бяла пешка на черно поле f2 · бял цар на бяло поле g2 · бяла пешка на черно поле h2 · бял топ на бяло поле d1 | черен топ на бяло поле e8 · черен кон на черно поле f8 · черен цар на бяло поле g8 · черен топ на черно поле c7 · черен кон на бяло поле d7 · черна пешка на бяло поле f7 · черна пешка на черно поле b6 · бял кон на бяло поле c6 · бял топ на черно поле d6 · черна пешка на бяло поле g6 · черна пешка на черно поле h6 · черна пешка на черно поле a5 · бяла пешка на бяло поле b5 · черна дама на черно поле c5 · бял кон на бяло поле c4 · бяла пешка на черно поле a3 · бяла пешка на черно поле g3 · бяла дама на черно поле b2 · бяла пешка на черно поле f2 · бял цар на бяло поле g2 · бяла пешка на черно поле h2 · бял топ на бяло поле d1 | черен топ на бяло поле e8 · черен кон на черно поле f8 · черен цар на бяло поле g8 · черен топ на черно поле c7 · черен кон на бяло поле d7 · черна пешка на бяло поле f7 · черна пешка на черно поле b6 · бял кон на бяло поле c6 · бял топ на черно поле d6 · черна пешка на бяло поле g6 · черна пешка на черно поле h6 · черна пешка на черно поле a5 · бяла пешка на бяло поле b5 · черна дама на черно поле c5 · бял кон на бяло поле c4 · бяла пешка на черно поле a3 · бяла пешка на черно поле g3 · бяла дама на черно поле b2 · бяла пешка на черно поле f2 · бял цар на бяло поле g2 · бяла пешка на черно поле h2 · бял топ на бяло поле d1 | 8 |
| 7 | черен топ на бяло поле e8 · черен кон на черно поле f8 · черен цар на бяло поле g8 · черен топ на черно поле c7 · черен кон на бяло поле d7 · черна пешка на бяло поле f7 · черна пешка на черно поле b6 · бял кон на бяло поле c6 · бял топ на черно поле d6 · черна пешка на бяло поле g6 · черна пешка на черно поле h6 · черна пешка на черно поле a5 · бяла пешка на бяло поле b5 · черна дама на черно поле c5 · бял кон на бяло поле c4 · бяла пешка на черно поле a3 · бяла пешка на черно поле g3 · бяла дама на черно поле b2 · бяла пешка на черно поле f2 · бял цар на бяло поле g2 · бяла пешка на черно поле h2 · бял топ на бяло поле d1 | черен топ на бяло поле e8 · черен кон на черно поле f8 · черен цар на бяло поле g8 · черен топ на черно поле c7 · черен кон на бяло поле d7 · черна пешка на бяло поле f7 · черна пешка на черно поле b6 · бял кон на бяло поле c6 · бял топ на черно поле d6 · черна пешка на бяло поле g6 · черна пешка на черно поле h6 · черна пешка на черно поле a5 · бяла пешка на бяло поле b5 · черна дама на черно поле c5 · бял кон на бяло поле c4 · бяла пешка на черно поле a3 · бяла пешка на черно поле g3 · бяла дама на черно поле b2 · бяла пешка на черно поле f2 · бял цар на бяло поле g2 · бяла пешка на черно поле h2 · бял топ на бяло поле d1 | черен топ на бяло поле e8 · черен кон на черно поле f8 · черен цар на бяло поле g8 · черен топ на черно поле c7 · черен кон на бяло поле d7 · черна пешка на бяло поле f7 · черна пешка на черно поле b6 · бял кон на бяло поле c6 · бял топ на черно поле d6 · черна пешка на бяло поле g6 · черна пешка на черно поле h6 · черна пешка на черно поле a5 · бяла пешка на бяло поле b5 · черна дама на черно поле c5 · бял кон на бяло поле c4 · бяла пешка на черно поле a3 · бяла пешка на черно поле g3 · бяла дама на черно поле b2 · бяла пешка на черно поле f2 · бял цар на бяло поле g2 · бяла пешка на черно поле h2 · бял топ на бяло поле d1 | черен топ на бяло поле e8 · черен кон на черно поле f8 · черен цар на бяло поле g8 · черен топ на черно поле c7 · черен кон на бяло поле d7 · черна пешка на бяло поле f7 · черна пешка на черно поле b6 · бял кон на бяло поле c6 · бял топ на черно поле d6 · черна пешка на бяло поле g6 · черна пешка на черно поле h6 · черна пешка на черно поле a5 · бяла пешка на бяло поле b5 · черна дама на черно поле c5 · бял кон на бяло поле c4 · бяла пешка на черно поле a3 · бяла пешка на черно поле g3 · бяла дама на черно поле b2 · бяла пешка на черно поле f2 · бял цар на бяло поле g2 · бяла пешка на черно поле h2 · бял топ на бяло поле d1 | черен топ на бяло поле e8 · черен кон на черно поле f8 · черен цар на бяло поле g8 · черен топ на черно поле c7 · черен кон на бяло поле d7 · черна пешка на бяло поле f7 · черна пешка на черно поле b6 · бял кон на бяло поле c6 · бял топ на черно поле d6 · черна пешка на бяло поле g6 · черна пешка на черно поле h6 · черна пешка на черно поле a5 · бяла пешка на бяло поле b5 · черна дама на черно поле c5 · бял кон на бяло поле c4 · бяла пешка на черно поле a3 · бяла пешка на черно поле g3 · бяла дама на черно поле b2 · бяла пешка на черно поле f2 · бял цар на бяло поле g2 · бяла пешка на черно поле h2 · бял топ на бяло поле d1 | черен топ на бяло поле e8 · черен кон на черно поле f8 · черен цар на бяло поле g8 · черен топ на черно поле c7 · черен кон на бяло поле d7 · черна пешка на бяло поле f7 · черна пешка на черно поле b6 · бял кон на бяло поле c6 · бял топ на черно поле d6 · черна пешка на бяло поле g6 · черна пешка на черно поле h6 · черна пешка на черно поле a5 · бяла пешка на бяло поле b5 · черна дама на черно поле c5 · бял кон на бяло поле c4 · бяла пешка на черно поле a3 · бяла пешка на черно поле g3 · бяла дама на черно поле b2 · бяла пешка на черно поле f2 · бял цар на бяло поле g2 · бяла пешка на черно поле h2 · бял топ на бяло поле d1 | черен топ на бяло поле e8 · черен кон на черно поле f8 · черен цар на бяло поле g8 · черен топ на черно поле c7 · черен кон на бяло поле d7 · черна пешка на бяло поле f7 · черна пешка на черно поле b6 · бял кон на бяло поле c6 · бял топ на черно поле d6 · черна пешка на бяло поле g6 · черна пешка на черно поле h6 · черна пешка на черно поле a5 · бяла пешка на бяло поле b5 · черна дама на черно поле c5 · бял кон на бяло поле c4 · бяла пешка на черно поле a3 · бяла пешка на черно поле g3 · бяла дама на черно поле b2 · бяла пешка на черно поле f2 · бял цар на бяло поле g2 · бяла пешка на черно поле h2 · бял топ на бяло поле d1 | черен топ на бяло поле e8 · черен кон на черно поле f8 · черен цар на бяло поле g8 · черен топ на черно поле c7 · черен кон на бяло поле d7 · черна пешка на бяло поле f7 · черна пешка на черно поле b6 · бял кон на бяло поле c6 · бял топ на черно поле d6 · черна пешка на бяло поле g6 · черна пешка на черно поле h6 · черна пешка на черно поле a5 · бяла пешка на бяло поле b5 · черна дама на черно поле c5 · бял кон на бяло поле c4 · бяла пешка на черно поле a3 · бяла пешка на черно поле g3 · бяла дама на черно поле b2 · бяла пешка на черно поле f2 · бял цар на бяло поле g2 · бяла пешка на черно поле h2 · бял топ на бяло поле d1 | 7 |
| 6 | черен топ на бяло поле e8 · черен кон на черно поле f8 · черен цар на бяло поле g8 · черен топ на черно поле c7 · черен кон на бяло поле d7 · черна пешка на бяло поле f7 · черна пешка на черно поле b6 · бял кон на бяло поле c6 · бял топ на черно поле d6 · черна пешка на бяло поле g6 · черна пешка на черно поле h6 · черна пешка на черно поле a5 · бяла пешка на бяло поле b5 · черна дама на черно поле c5 · бял кон на бяло поле c4 · бяла пешка на черно поле a3 · бяла пешка на черно поле g3 · бяла дама на черно поле b2 · бяла пешка на черно поле f2 · бял цар на бяло поле g2 · бяла пешка на черно поле h2 · бял топ на бяло поле d1 | черен топ на бяло поле e8 · черен кон на черно поле f8 · черен цар на бяло поле g8 · черен топ на черно поле c7 · черен кон на бяло поле d7 · черна пешка на бяло поле f7 · черна пешка на черно поле b6 · бял кон на бяло поле c6 · бял топ на черно поле d6 · черна пешка на бяло поле g6 · черна пешка на черно поле h6 · черна пешка на черно поле a5 · бяла пешка на бяло поле b5 · черна дама на черно поле c5 · бял кон на бяло поле c4 · бяла пешка на черно поле a3 · бяла пешка на черно поле g3 · бяла дама на черно поле b2 · бяла пешка на черно поле f2 · бял цар на бяло поле g2 · бяла пешка на черно поле h2 · бял топ на бяло поле d1 | черен топ на бяло поле e8 · черен кон на черно поле f8 · черен цар на бяло поле g8 · черен топ на черно поле c7 · черен кон на бяло поле d7 · черна пешка на бяло поле f7 · черна пешка на черно поле b6 · бял кон на бяло поле c6 · бял топ на черно поле d6 · черна пешка на бяло поле g6 · черна пешка на черно поле h6 · черна пешка на черно поле a5 · бяла пешка на бяло поле b5 · черна дама на черно поле c5 · бял кон на бяло поле c4 · бяла пешка на черно поле a3 · бяла пешка на черно поле g3 · бяла дама на черно поле b2 · бяла пешка на черно поле f2 · бял цар на бяло поле g2 · бяла пешка на черно поле h2 · бял топ на бяло поле d1 | черен топ на бяло поле e8 · черен кон на черно поле f8 · черен цар на бяло поле g8 · черен топ на черно поле c7 · черен кон на бяло поле d7 · черна пешка на бяло поле f7 · черна пешка на черно поле b6 · бял кон на бяло поле c6 · бял топ на черно поле d6 · черна пешка на бяло поле g6 · черна пешка на черно поле h6 · черна пешка на черно поле a5 · бяла пешка на бяло поле b5 · черна дама на черно поле c5 · бял кон на бяло поле c4 · бяла пешка на черно поле a3 · бяла пешка на черно поле g3 · бяла дама на черно поле b2 · бяла пешка на черно поле f2 · бял цар на бяло поле g2 · бяла пешка на черно поле h2 · бял топ на бяло поле d1 | черен топ на бяло поле e8 · черен кон на черно поле f8 · черен цар на бяло поле g8 · черен топ на черно поле c7 · черен кон на бяло поле d7 · черна пешка на бяло поле f7 · черна пешка на черно поле b6 · бял кон на бяло поле c6 · бял топ на черно поле d6 · черна пешка на бяло поле g6 · черна пешка на черно поле h6 · черна пешка на черно поле a5 · бяла пешка на бяло поле b5 · черна дама на черно поле c5 · бял кон на бяло поле c4 · бяла пешка на черно поле a3 · бяла пешка на черно поле g3 · бяла дама на черно поле b2 · бяла пешка на черно поле f2 · бял цар на бяло поле g2 · бяла пешка на черно поле h2 · бял топ на бяло поле d1 | черен топ на бяло поле e8 · черен кон на черно поле f8 · черен цар на бяло поле g8 · черен топ на черно поле c7 · черен кон на бяло поле d7 · черна пешка на бяло поле f7 · черна пешка на черно поле b6 · бял кон на бяло поле c6 · бял топ на черно поле d6 · черна пешка на бяло поле g6 · черна пешка на черно поле h6 · черна пешка на черно поле a5 · бяла пешка на бяло поле b5 · черна дама на черно поле c5 · бял кон на бяло поле c4 · бяла пешка на черно поле a3 · бяла пешка на черно поле g3 · бяла дама на черно поле b2 · бяла пешка на черно поле f2 · бял цар на бяло поле g2 · бяла пешка на черно поле h2 · бял топ на бяло поле d1 | черен топ на бяло поле e8 · черен кон на черно поле f8 · черен цар на бяло поле g8 · черен топ на черно поле c7 · черен кон на бяло поле d7 · черна пешка на бяло поле f7 · черна пешка на черно поле b6 · бял кон на бяло поле c6 · бял топ на черно поле d6 · черна пешка на бяло поле g6 · черна пешка на черно поле h6 · черна пешка на черно поле a5 · бяла пешка на бяло поле b5 · черна дама на черно поле c5 · бял кон на бяло поле c4 · бяла пешка на черно поле a3 · бяла пешка на черно поле g3 · бяла дама на черно поле b2 · бяла пешка на черно поле f2 · бял цар на бяло поле g2 · бяла пешка на черно поле h2 · бял топ на бяло поле d1 | черен топ на бяло поле e8 · черен кон на черно поле f8 · черен цар на бяло поле g8 · черен топ на черно поле c7 · черен кон на бяло поле d7 · черна пешка на бяло поле f7 · черна пешка на черно поле b6 · бял кон на бяло поле c6 · бял топ на черно поле d6 · черна пешка на бяло поле g6 · черна пешка на черно поле h6 · черна пешка на черно поле a5 · бяла пешка на бяло поле b5 · черна дама на черно поле c5 · бял кон на бяло поле c4 · бяла пешка на черно поле a3 · бяла пешка на черно поле g3 · бяла дама на черно поле b2 · бяла пешка на черно поле f2 · бял цар на бяло поле g2 · бяла пешка на черно поле h2 · бял топ на бяло поле d1 | 6 |
| 5 | черен топ на бяло поле e8 · черен кон на черно поле f8 · черен цар на бяло поле g8 · черен топ на черно поле c7 · черен кон на бяло поле d7 · черна пешка на бяло поле f7 · черна пешка на черно поле b6 · бял кон на бяло поле c6 · бял топ на черно поле d6 · черна пешка на бяло поле g6 · черна пешка на черно поле h6 · черна пешка на черно поле a5 · бяла пешка на бяло поле b5 · черна дама на черно поле c5 · бял кон на бяло поле c4 · бяла пешка на черно поле a3 · бяла пешка на черно поле g3 · бяла дама на черно поле b2 · бяла пешка на черно поле f2 · бял цар на бяло поле g2 · бяла пешка на черно поле h2 · бял топ на бяло поле d1 | черен топ на бяло поле e8 · черен кон на черно поле f8 · черен цар на бяло поле g8 · черен топ на черно поле c7 · черен кон на бяло поле d7 · черна пешка на бяло поле f7 · черна пешка на черно поле b6 · бял кон на бяло поле c6 · бял топ на черно поле d6 · черна пешка на бяло поле g6 · черна пешка на черно поле h6 · черна пешка на черно поле a5 · бяла пешка на бяло поле b5 · черна дама на черно поле c5 · бял кон на бяло поле c4 · бяла пешка на черно поле a3 · бяла пешка на черно поле g3 · бяла дама на черно поле b2 · бяла пешка на черно поле f2 · бял цар на бяло поле g2 · бяла пешка на черно поле h2 · бял топ на бяло поле d1 | черен топ на бяло поле e8 · черен кон на черно поле f8 · черен цар на бяло поле g8 · черен топ на черно поле c7 · черен кон на бяло поле d7 · черна пешка на бяло поле f7 · черна пешка на черно поле b6 · бял кон на бяло поле c6 · бял топ на черно поле d6 · черна пешка на бяло поле g6 · черна пешка на черно поле h6 · черна пешка на черно поле a5 · бяла пешка на бяло поле b5 · черна дама на черно поле c5 · бял кон на бяло поле c4 · бяла пешка на черно поле a3 · бяла пешка на черно поле g3 · бяла дама на черно поле b2 · бяла пешка на черно поле f2 · бял цар на бяло поле g2 · бяла пешка на черно поле h2 · бял топ на бяло поле d1 | черен топ на бяло поле e8 · черен кон на черно поле f8 · черен цар на бяло поле g8 · черен топ на черно поле c7 · черен кон на бяло поле d7 · черна пешка на бяло поле f7 · черна пешка на черно поле b6 · бял кон на бяло поле c6 · бял топ на черно поле d6 · черна пешка на бяло поле g6 · черна пешка на черно поле h6 · черна пешка на черно поле a5 · бяла пешка на бяло поле b5 · черна дама на черно поле c5 · бял кон на бяло поле c4 · бяла пешка на черно поле a3 · бяла пешка на черно поле g3 · бяла дама на черно поле b2 · бяла пешка на черно поле f2 · бял цар на бяло поле g2 · бяла пешка на черно поле h2 · бял топ на бяло поле d1 | черен топ на бяло поле e8 · черен кон на черно поле f8 · черен цар на бяло поле g8 · черен топ на черно поле c7 · черен кон на бяло поле d7 · черна пешка на бяло поле f7 · черна пешка на черно поле b6 · бял кон на бяло поле c6 · бял топ на черно поле d6 · черна пешка на бяло поле g6 · черна пешка на черно поле h6 · черна пешка на черно поле a5 · бяла пешка на бяло поле b5 · черна дама на черно поле c5 · бял кон на бяло поле c4 · бяла пешка на черно поле a3 · бяла пешка на черно поле g3 · бяла дама на черно поле b2 · бяла пешка на черно поле f2 · бял цар на бяло поле g2 · бяла пешка на черно поле h2 · бял топ на бяло поле d1 | черен топ на бяло поле e8 · черен кон на черно поле f8 · черен цар на бяло поле g8 · черен топ на черно поле c7 · черен кон на бяло поле d7 · черна пешка на бяло поле f7 · черна пешка на черно поле b6 · бял кон на бяло поле c6 · бял топ на черно поле d6 · черна пешка на бяло поле g6 · черна пешка на черно поле h6 · черна пешка на черно поле a5 · бяла пешка на бяло поле b5 · черна дама на черно поле c5 · бял кон на бяло поле c4 · бяла пешка на черно поле a3 · бяла пешка на черно поле g3 · бяла дама на черно поле b2 · бяла пешка на черно поле f2 · бял цар на бяло поле g2 · бяла пешка на черно поле h2 · бял топ на бяло поле d1 | черен топ на бяло поле e8 · черен кон на черно поле f8 · черен цар на бяло поле g8 · черен топ на черно поле c7 · черен кон на бяло поле d7 · черна пешка на бяло поле f7 · черна пешка на черно поле b6 · бял кон на бяло поле c6 · бял топ на черно поле d6 · черна пешка на бяло поле g6 · черна пешка на черно поле h6 · черна пешка на черно поле a5 · бяла пешка на бяло поле b5 · черна дама на черно поле c5 · бял кон на бяло поле c4 · бяла пешка на черно поле a3 · бяла пешка на черно поле g3 · бяла дама на черно поле b2 · бяла пешка на черно поле f2 · бял цар на бяло поле g2 · бяла пешка на черно поле h2 · бял топ на бяло поле d1 | черен топ на бяло поле e8 · черен кон на черно поле f8 · черен цар на бяло поле g8 · черен топ на черно поле c7 · черен кон на бяло поле d7 · черна пешка на бяло поле f7 · черна пешка на черно поле b6 · бял кон на бяло поле c6 · бял топ на черно поле d6 · черна пешка на бяло поле g6 · черна пешка на черно поле h6 · черна пешка на черно поле a5 · бяла пешка на бяло поле b5 · черна дама на черно поле c5 · бял кон на бяло поле c4 · бяла пешка на черно поле a3 · бяла пешка на черно поле g3 · бяла дама на черно поле b2 · бяла пешка на черно поле f2 · бял цар на бяло поле g2 · бяла пешка на черно поле h2 · бял топ на бяло поле d1 | 5 |
| 4 | черен топ на бяло поле e8 · черен кон на черно поле f8 · черен цар на бяло поле g8 · черен топ на черно поле c7 · черен кон на бяло поле d7 · черна пешка на бяло поле f7 · черна пешка на черно поле b6 · бял кон на бяло поле c6 · бял топ на черно поле d6 · черна пешка на бяло поле g6 · черна пешка на черно поле h6 · черна пешка на черно поле a5 · бяла пешка на бяло поле b5 · черна дама на черно поле c5 · бял кон на бяло поле c4 · бяла пешка на черно поле a3 · бяла пешка на черно поле g3 · бяла дама на черно поле b2 · бяла пешка на черно поле f2 · бял цар на бяло поле g2 · бяла пешка на черно поле h2 · бял топ на бяло поле d1 | черен топ на бяло поле e8 · черен кон на черно поле f8 · черен цар на бяло поле g8 · черен топ на черно поле c7 · черен кон на бяло поле d7 · черна пешка на бяло поле f7 · черна пешка на черно поле b6 · бял кон на бяло поле c6 · бял топ на черно поле d6 · черна пешка на бяло поле g6 · черна пешка на черно поле h6 · черна пешка на черно поле a5 · бяла пешка на бяло поле b5 · черна дама на черно поле c5 · бял кон на бяло поле c4 · бяла пешка на черно поле a3 · бяла пешка на черно поле g3 · бяла дама на черно поле b2 · бяла пешка на черно поле f2 · бял цар на бяло поле g2 · бяла пешка на черно поле h2 · бял топ на бяло поле d1 | черен топ на бяло поле e8 · черен кон на черно поле f8 · черен цар на бяло поле g8 · черен топ на черно поле c7 · черен кон на бяло поле d7 · черна пешка на бяло поле f7 · черна пешка на черно поле b6 · бял кон на бяло поле c6 · бял топ на черно поле d6 · черна пешка на бяло поле g6 · черна пешка на черно поле h6 · черна пешка на черно поле a5 · бяла пешка на бяло поле b5 · черна дама на черно поле c5 · бял кон на бяло поле c4 · бяла пешка на черно поле a3 · бяла пешка на черно поле g3 · бяла дама на черно поле b2 · бяла пешка на черно поле f2 · бял цар на бяло поле g2 · бяла пешка на черно поле h2 · бял топ на бяло поле d1 | черен топ на бяло поле e8 · черен кон на черно поле f8 · черен цар на бяло поле g8 · черен топ на черно поле c7 · черен кон на бяло поле d7 · черна пешка на бяло поле f7 · черна пешка на черно поле b6 · бял кон на бяло поле c6 · бял топ на черно поле d6 · черна пешка на бяло поле g6 · черна пешка на черно поле h6 · черна пешка на черно поле a5 · бяла пешка на бяло поле b5 · черна дама на черно поле c5 · бял кон на бяло поле c4 · бяла пешка на черно поле a3 · бяла пешка на черно поле g3 · бяла дама на черно поле b2 · бяла пешка на черно поле f2 · бял цар на бяло поле g2 · бяла пешка на черно поле h2 · бял топ на бяло поле d1 | черен топ на бяло поле e8 · черен кон на черно поле f8 · черен цар на бяло поле g8 · черен топ на черно поле c7 · черен кон на бяло поле d7 · черна пешка на бяло поле f7 · черна пешка на черно поле b6 · бял кон на бяло поле c6 · бял топ на черно поле d6 · черна пешка на бяло поле g6 · черна пешка на черно поле h6 · черна пешка на черно поле a5 · бяла пешка на бяло поле b5 · черна дама на черно поле c5 · бял кон на бяло поле c4 · бяла пешка на черно поле a3 · бяла пешка на черно поле g3 · бяла дама на черно поле b2 · бяла пешка на черно поле f2 · бял цар на бяло поле g2 · бяла пешка на черно поле h2 · бял топ на бяло поле d1 | черен топ на бяло поле e8 · черен кон на черно поле f8 · черен цар на бяло поле g8 · черен топ на черно поле c7 · черен кон на бяло поле d7 · черна пешка на бяло поле f7 · черна пешка на черно поле b6 · бял кон на бяло поле c6 · бял топ на черно поле d6 · черна пешка на бяло поле g6 · черна пешка на черно поле h6 · черна пешка на черно поле a5 · бяла пешка на бяло поле b5 · черна дама на черно поле c5 · бял кон на бяло поле c4 · бяла пешка на черно поле a3 · бяла пешка на черно поле g3 · бяла дама на черно поле b2 · бяла пешка на черно поле f2 · бял цар на бяло поле g2 · бяла пешка на черно поле h2 · бял топ на бяло поле d1 | черен топ на бяло поле e8 · черен кон на черно поле f8 · черен цар на бяло поле g8 · черен топ на черно поле c7 · черен кон на бяло поле d7 · черна пешка на бяло поле f7 · черна пешка на черно поле b6 · бял кон на бяло поле c6 · бял топ на черно поле d6 · черна пешка на бяло поле g6 · черна пешка на черно поле h6 · черна пешка на черно поле a5 · бяла пешка на бяло поле b5 · черна дама на черно поле c5 · бял кон на бяло поле c4 · бяла пешка на черно поле a3 · бяла пешка на черно поле g3 · бяла дама на черно поле b2 · бяла пешка на черно поле f2 · бял цар на бяло поле g2 · бяла пешка на черно поле h2 · бял топ на бяло поле d1 | черен топ на бяло поле e8 · черен кон на черно поле f8 · черен цар на бяло поле g8 · черен топ на черно поле c7 · черен кон на бяло поле d7 · черна пешка на бяло поле f7 · черна пешка на черно поле b6 · бял кон на бяло поле c6 · бял топ на черно поле d6 · черна пешка на бяло поле g6 · черна пешка на черно поле h6 · черна пешка на черно поле a5 · бяла пешка на бяло поле b5 · черна дама на черно поле c5 · бял кон на бяло поле c4 · бяла пешка на черно поле a3 · бяла пешка на черно поле g3 · бяла дама на черно поле b2 · бяла пешка на черно поле f2 · бял цар на бяло поле g2 · бяла пешка на черно поле h2 · бял топ на бяло поле d1 | 4 |
| 3 | черен топ на бяло поле e8 · черен кон на черно поле f8 · черен цар на бяло поле g8 · черен топ на черно поле c7 · черен кон на бяло поле d7 · черна пешка на бяло поле f7 · черна пешка на черно поле b6 · бял кон на бяло поле c6 · бял топ на черно поле d6 · черна пешка на бяло поле g6 · черна пешка на черно поле h6 · черна пешка на черно поле a5 · бяла пешка на бяло поле b5 · черна дама на черно поле c5 · бял кон на бяло поле c4 · бяла пешка на черно поле a3 · бяла пешка на черно поле g3 · бяла дама на черно поле b2 · бяла пешка на черно поле f2 · бял цар на бяло поле g2 · бяла пешка на черно поле h2 · бял топ на бяло поле d1 | черен топ на бяло поле e8 · черен кон на черно поле f8 · черен цар на бяло поле g8 · черен топ на черно поле c7 · черен кон на бяло поле d7 · черна пешка на бяло поле f7 · черна пешка на черно поле b6 · бял кон на бяло поле c6 · бял топ на черно поле d6 · черна пешка на бяло поле g6 · черна пешка на черно поле h6 · черна пешка на черно поле a5 · бяла пешка на бяло поле b5 · черна дама на черно поле c5 · бял кон на бяло поле c4 · бяла пешка на черно поле a3 · бяла пешка на черно поле g3 · бяла дама на черно поле b2 · бяла пешка на черно поле f2 · бял цар на бяло поле g2 · бяла пешка на черно поле h2 · бял топ на бяло поле d1 | черен топ на бяло поле e8 · черен кон на черно поле f8 · черен цар на бяло поле g8 · черен топ на черно поле c7 · черен кон на бяло поле d7 · черна пешка на бяло поле f7 · черна пешка на черно поле b6 · бял кон на бяло поле c6 · бял топ на черно поле d6 · черна пешка на бяло поле g6 · черна пешка на черно поле h6 · черна пешка на черно поле a5 · бяла пешка на бяло поле b5 · черна дама на черно поле c5 · бял кон на бяло поле c4 · бяла пешка на черно поле a3 · бяла пешка на черно поле g3 · бяла дама на черно поле b2 · бяла пешка на черно поле f2 · бял цар на бяло поле g2 · бяла пешка на черно поле h2 · бял топ на бяло поле d1 | черен топ на бяло поле e8 · черен кон на черно поле f8 · черен цар на бяло поле g8 · черен топ на черно поле c7 · черен кон на бяло поле d7 · черна пешка на бяло поле f7 · черна пешка на черно поле b6 · бял кон на бяло поле c6 · бял топ на черно поле d6 · черна пешка на бяло поле g6 · черна пешка на черно поле h6 · черна пешка на черно поле a5 · бяла пешка на бяло поле b5 · черна дама на черно поле c5 · бял кон на бяло поле c4 · бяла пешка на черно поле a3 · бяла пешка на черно поле g3 · бяла дама на черно поле b2 · бяла пешка на черно поле f2 · бял цар на бяло поле g2 · бяла пешка на черно поле h2 · бял топ на бяло поле d1 | черен топ на бяло поле e8 · черен кон на черно поле f8 · черен цар на бяло поле g8 · черен топ на черно поле c7 · черен кон на бяло поле d7 · черна пешка на бяло поле f7 · черна пешка на черно поле b6 · бял кон на бяло поле c6 · бял топ на черно поле d6 · черна пешка на бяло поле g6 · черна пешка на черно поле h6 · черна пешка на черно поле a5 · бяла пешка на бяло поле b5 · черна дама на черно поле c5 · бял кон на бяло поле c4 · бяла пешка на черно поле a3 · бяла пешка на черно поле g3 · бяла дама на черно поле b2 · бяла пешка на черно поле f2 · бял цар на бяло поле g2 · бяла пешка на черно поле h2 · бял топ на бяло поле d1 | черен топ на бяло поле e8 · черен кон на черно поле f8 · черен цар на бяло поле g8 · черен топ на черно поле c7 · черен кон на бяло поле d7 · черна пешка на бяло поле f7 · черна пешка на черно поле b6 · бял кон на бяло поле c6 · бял топ на черно поле d6 · черна пешка на бяло поле g6 · черна пешка на черно поле h6 · черна пешка на черно поле a5 · бяла пешка на бяло поле b5 · черна дама на черно поле c5 · бял кон на бяло поле c4 · бяла пешка на черно поле a3 · бяла пешка на черно поле g3 · бяла дама на черно поле b2 · бяла пешка на черно поле f2 · бял цар на бяло поле g2 · бяла пешка на черно поле h2 · бял топ на бяло поле d1 | черен топ на бяло поле e8 · черен кон на черно поле f8 · черен цар на бяло поле g8 · черен топ на черно поле c7 · черен кон на бяло поле d7 · черна пешка на бяло поле f7 · черна пешка на черно поле b6 · бял кон на бяло поле c6 · бял топ на черно поле d6 · черна пешка на бяло поле g6 · черна пешка на черно поле h6 · черна пешка на черно поле a5 · бяла пешка на бяло поле b5 · черна дама на черно поле c5 · бял кон на бяло поле c4 · бяла пешка на черно поле a3 · бяла пешка на черно поле g3 · бяла дама на черно поле b2 · бяла пешка на черно поле f2 · бял цар на бяло поле g2 · бяла пешка на черно поле h2 · бял топ на бяло поле d1 | черен топ на бяло поле e8 · черен кон на черно поле f8 · черен цар на бяло поле g8 · черен топ на черно поле c7 · черен кон на бяло поле d7 · черна пешка на бяло поле f7 · черна пешка на черно поле b6 · бял кон на бяло поле c6 · бял топ на черно поле d6 · черна пешка на бяло поле g6 · черна пешка на черно поле h6 · черна пешка на черно поле a5 · бяла пешка на бяло поле b5 · черна дама на черно поле c5 · бял кон на бяло поле c4 · бяла пешка на черно поле a3 · бяла пешка на черно поле g3 · бяла дама на черно поле b2 · бяла пешка на черно поле f2 · бял цар на бяло поле g2 · бяла пешка на черно поле h2 · бял топ на бяло поле d1 | 3 |
| 2 | черен топ на бяло поле e8 · черен кон на черно поле f8 · черен цар на бяло поле g8 · черен топ на черно поле c7 · черен кон на бяло поле d7 · черна пешка на бяло поле f7 · черна пешка на черно поле b6 · бял кон на бяло поле c6 · бял топ на черно поле d6 · черна пешка на бяло поле g6 · черна пешка на черно поле h6 · черна пешка на черно поле a5 · бяла пешка на бяло поле b5 · черна дама на черно поле c5 · бял кон на бяло поле c4 · бяла пешка на черно поле a3 · бяла пешка на черно поле g3 · бяла дама на черно поле b2 · бяла пешка на черно поле f2 · бял цар на бяло поле g2 · бяла пешка на черно поле h2 · бял топ на бяло поле d1 | черен топ на бяло поле e8 · черен кон на черно поле f8 · черен цар на бяло поле g8 · черен топ на черно поле c7 · черен кон на бяло поле d7 · черна пешка на бяло поле f7 · черна пешка на черно поле b6 · бял кон на бяло поле c6 · бял топ на черно поле d6 · черна пешка на бяло поле g6 · черна пешка на черно поле h6 · черна пешка на черно поле a5 · бяла пешка на бяло поле b5 · черна дама на черно поле c5 · бял кон на бяло поле c4 · бяла пешка на черно поле a3 · бяла пешка на черно поле g3 · бяла дама на черно поле b2 · бяла пешка на черно поле f2 · бял цар на бяло поле g2 · бяла пешка на черно поле h2 · бял топ на бяло поле d1 | черен топ на бяло поле e8 · черен кон на черно поле f8 · черен цар на бяло поле g8 · черен топ на черно поле c7 · черен кон на бяло поле d7 · черна пешка на бяло поле f7 · черна пешка на черно поле b6 · бял кон на бяло поле c6 · бял топ на черно поле d6 · черна пешка на бяло поле g6 · черна пешка на черно поле h6 · черна пешка на черно поле a5 · бяла пешка на бяло поле b5 · черна дама на черно поле c5 · бял кон на бяло поле c4 · бяла пешка на черно поле a3 · бяла пешка на черно поле g3 · бяла дама на черно поле b2 · бяла пешка на черно поле f2 · бял цар на бяло поле g2 · бяла пешка на черно поле h2 · бял топ на бяло поле d1 | черен топ на бяло поле e8 · черен кон на черно поле f8 · черен цар на бяло поле g8 · черен топ на черно поле c7 · черен кон на бяло поле d7 · черна пешка на бяло поле f7 · черна пешка на черно поле b6 · бял кон на бяло поле c6 · бял топ на черно поле d6 · черна пешка на бяло поле g6 · черна пешка на черно поле h6 · черна пешка на черно поле a5 · бяла пешка на бяло поле b5 · черна дама на черно поле c5 · бял кон на бяло поле c4 · бяла пешка на черно поле a3 · бяла пешка на черно поле g3 · бяла дама на черно поле b2 · бяла пешка на черно поле f2 · бял цар на бяло поле g2 · бяла пешка на черно поле h2 · бял топ на бяло поле d1 | черен топ на бяло поле e8 · черен кон на черно поле f8 · черен цар на бяло поле g8 · черен топ на черно поле c7 · черен кон на бяло поле d7 · черна пешка на бяло поле f7 · черна пешка на черно поле b6 · бял кон на бяло поле c6 · бял топ на черно поле d6 · черна пешка на бяло поле g6 · черна пешка на черно поле h6 · черна пешка на черно поле a5 · бяла пешка на бяло поле b5 · черна дама на черно поле c5 · бял кон на бяло поле c4 · бяла пешка на черно поле a3 · бяла пешка на черно поле g3 · бяла дама на черно поле b2 · бяла пешка на черно поле f2 · бял цар на бяло поле g2 · бяла пешка на черно поле h2 · бял топ на бяло поле d1 | черен топ на бяло поле e8 · черен кон на черно поле f8 · черен цар на бяло поле g8 · черен топ на черно поле c7 · черен кон на бяло поле d7 · черна пешка на бяло поле f7 · черна пешка на черно поле b6 · бял кон на бяло поле c6 · бял топ на черно поле d6 · черна пешка на бяло поле g6 · черна пешка на черно поле h6 · черна пешка на черно поле a5 · бяла пешка на бяло поле b5 · черна дама на черно поле c5 · бял кон на бяло поле c4 · бяла пешка на черно поле a3 · бяла пешка на черно поле g3 · бяла дама на черно поле b2 · бяла пешка на черно поле f2 · бял цар на бяло поле g2 · бяла пешка на черно поле h2 · бял топ на бяло поле d1 | черен топ на бяло поле e8 · черен кон на черно поле f8 · черен цар на бяло поле g8 · черен топ на черно поле c7 · черен кон на бяло поле d7 · черна пешка на бяло поле f7 · черна пешка на черно поле b6 · бял кон на бяло поле c6 · бял топ на черно поле d6 · черна пешка на бяло поле g6 · черна пешка на черно поле h6 · черна пешка на черно поле a5 · бяла пешка на бяло поле b5 · черна дама на черно поле c5 · бял кон на бяло поле c4 · бяла пешка на черно поле a3 · бяла пешка на черно поле g3 · бяла дама на черно поле b2 · бяла пешка на черно поле f2 · бял цар на бяло поле g2 · бяла пешка на черно поле h2 · бял топ на бяло поле d1 | черен топ на бяло поле e8 · черен кон на черно поле f8 · черен цар на бяло поле g8 · черен топ на черно поле c7 · черен кон на бяло поле d7 · черна пешка на бяло поле f7 · черна пешка на черно поле b6 · бял кон на бяло поле c6 · бял топ на черно поле d6 · черна пешка на бяло поле g6 · черна пешка на черно поле h6 · черна пешка на черно поле a5 · бяла пешка на бяло поле b5 · черна дама на черно поле c5 · бял кон на бяло поле c4 · бяла пешка на черно поле a3 · бяла пешка на черно поле g3 · бяла дама на черно поле b2 · бяла пешка на черно поле f2 · бял цар на бяло поле g2 · бяла пешка на черно поле h2 · бял топ на бяло поле d1 | 2 |
| 1 | черен топ на бяло поле e8 · черен кон на черно поле f8 · черен цар на бяло поле g8 · черен топ на черно поле c7 · черен кон на бяло поле d7 · черна пешка на бяло поле f7 · черна пешка на черно поле b6 · бял кон на бяло поле c6 · бял топ на черно поле d6 · черна пешка на бяло поле g6 · черна пешка на черно поле h6 · черна пешка на черно поле a5 · бяла пешка на бяло поле b5 · черна дама на черно поле c5 · бял кон на бяло поле c4 · бяла пешка на черно поле a3 · бяла пешка на черно поле g3 · бяла дама на черно поле b2 · бяла пешка на черно поле f2 · бял цар на бяло поле g2 · бяла пешка на черно поле h2 · бял топ на бяло поле d1 | черен топ на бяло поле e8 · черен кон на черно поле f8 · черен цар на бяло поле g8 · черен топ на черно поле c7 · черен кон на бяло поле d7 · черна пешка на бяло поле f7 · черна пешка на черно поле b6 · бял кон на бяло поле c6 · бял топ на черно поле d6 · черна пешка на бяло поле g6 · черна пешка на черно поле h6 · черна пешка на черно поле a5 · бяла пешка на бяло поле b5 · черна дама на черно поле c5 · бял кон на бяло поле c4 · бяла пешка на черно поле a3 · бяла пешка на черно поле g3 · бяла дама на черно поле b2 · бяла пешка на черно поле f2 · бял цар на бяло поле g2 · бяла пешка на черно поле h2 · бял топ на бяло поле d1 | черен топ на бяло поле e8 · черен кон на черно поле f8 · черен цар на бяло поле g8 · черен топ на черно поле c7 · черен кон на бяло поле d7 · черна пешка на бяло поле f7 · черна пешка на черно поле b6 · бял кон на бяло поле c6 · бял топ на черно поле d6 · черна пешка на бяло поле g6 · черна пешка на черно поле h6 · черна пешка на черно поле a5 · бяла пешка на бяло поле b5 · черна дама на черно поле c5 · бял кон на бяло поле c4 · бяла пешка на черно поле a3 · бяла пешка на черно поле g3 · бяла дама на черно поле b2 · бяла пешка на черно поле f2 · бял цар на бяло поле g2 · бяла пешка на черно поле h2 · бял топ на бяло поле d1 | черен топ на бяло поле e8 · черен кон на черно поле f8 · черен цар на бяло поле g8 · черен топ на черно поле c7 · черен кон на бяло поле d7 · черна пешка на бяло поле f7 · черна пешка на черно поле b6 · бял кон на бяло поле c6 · бял топ на черно поле d6 · черна пешка на бяло поле g6 · черна пешка на черно поле h6 · черна пешка на черно поле a5 · бяла пешка на бяло поле b5 · черна дама на черно поле c5 · бял кон на бяло поле c4 · бяла пешка на черно поле a3 · бяла пешка на черно поле g3 · бяла дама на черно поле b2 · бяла пешка на черно поле f2 · бял цар на бяло поле g2 · бяла пешка на черно поле h2 · бял топ на бяло поле d1 | черен топ на бяло поле e8 · черен кон на черно поле f8 · черен цар на бяло поле g8 · черен топ на черно поле c7 · черен кон на бяло поле d7 · черна пешка на бяло поле f7 · черна пешка на черно поле b6 · бял кон на бяло поле c6 · бял топ на черно поле d6 · черна пешка на бяло поле g6 · черна пешка на черно поле h6 · черна пешка на черно поле a5 · бяла пешка на бяло поле b5 · черна дама на черно поле c5 · бял кон на бяло поле c4 · бяла пешка на черно поле a3 · бяла пешка на черно поле g3 · бяла дама на черно поле b2 · бяла пешка на черно поле f2 · бял цар на бяло поле g2 · бяла пешка на черно поле h2 · бял топ на бяло поле d1 | черен топ на бяло поле e8 · черен кон на черно поле f8 · черен цар на бяло поле g8 · черен топ на черно поле c7 · черен кон на бяло поле d7 · черна пешка на бяло поле f7 · черна пешка на черно поле b6 · бял кон на бяло поле c6 · бял топ на черно поле d6 · черна пешка на бяло поле g6 · черна пешка на черно поле h6 · черна пешка на черно поле a5 · бяла пешка на бяло поле b5 · черна дама на черно поле c5 · бял кон на бяло поле c4 · бяла пешка на черно поле a3 · бяла пешка на черно поле g3 · бяла дама на черно поле b2 · бяла пешка на черно поле f2 · бял цар на бяло поле g2 · бяла пешка на черно поле h2 · бял топ на бяло поле d1 | черен топ на бяло поле e8 · черен кон на черно поле f8 · черен цар на бяло поле g8 · черен топ на черно поле c7 · черен кон на бяло поле d7 · черна пешка на бяло поле f7 · черна пешка на черно поле b6 · бял кон на бяло поле c6 · бял топ на черно поле d6 · черна пешка на бяло поле g6 · черна пешка на черно поле h6 · черна пешка на черно поле a5 · бяла пешка на бяло поле b5 · черна дама на черно поле c5 · бял кон на бяло поле c4 · бяла пешка на черно поле a3 · бяла пешка на черно поле g3 · бяла дама на черно поле b2 · бяла пешка на черно поле f2 · бял цар на бяло поле g2 · бяла пешка на черно поле h2 · бял топ на бяло поле d1 | черен топ на бяло поле e8 · черен кон на черно поле f8 · черен цар на бяло поле g8 · черен топ на черно поле c7 · черен кон на бяло поле d7 · черна пешка на бяло поле f7 · черна пешка на черно поле b6 · бял кон на бяло поле c6 · бял топ на черно поле d6 · черна пешка на бяло поле g6 · черна пешка на черно поле h6 · черна пешка на черно поле a5 · бяла пешка на бяло поле b5 · черна дама на черно поле c5 · бял кон на бяло поле c4 · бяла пешка на черно поле a3 · бяла пешка на черно поле g3 · бяла дама на черно поле b2 · бяла пешка на черно поле f2 · бял цар на бяло поле g2 · бяла пешка на черно поле h2 · бял топ на бяло поле d1 | 1 |
|   | a | b | c | d | e | f | g | h |   |

Рети постига още една важна победа в същия турнир в Ню Йорк през 1924 г., която се превръща в най-голямата сензация и веднага обикаля света. Той спечелва срещу непобедимия дотогава световен шампион Хосе Раул Капабланка, който загубва партия за първи път от осем години.
В позицията на диаграма 3 Рети е постигнал позиционно превъзходство и белите играят 30. Kb4-e3!!. Заплашва чрез Т1d5 да плени черната дама, но черните не виждат опасността, а вместо Дh5 или Дg5 играят 31 ... Ке5?? и след 32. Т1d5!! трябва да дадат дамата за топ и се предават. 
Сред най-добрите игри на Рети са и победите му над бъдещия световен шампион Макс Еве (1920), Акиба Рубинщайн (1923), реми с бъдещия световен шампион Александър Алехин (1922) и др.

## Избрани етюди
|   | a | b | c | d | e | f | g | h |   |
| 8 | бял цар на черно поле h8 · черен цар на бяло поле a6 · бяла пешка на бяло поле c6 · черна пешка на бяло поле h5 | бял цар на черно поле h8 · черен цар на бяло поле a6 · бяла пешка на бяло поле c6 · черна пешка на бяло поле h5 | бял цар на черно поле h8 · черен цар на бяло поле a6 · бяла пешка на бяло поле c6 · черна пешка на бяло поле h5 | бял цар на черно поле h8 · черен цар на бяло поле a6 · бяла пешка на бяло поле c6 · черна пешка на бяло поле h5 | бял цар на черно поле h8 · черен цар на бяло поле a6 · бяла пешка на бяло поле c6 · черна пешка на бяло поле h5 | бял цар на черно поле h8 · черен цар на бяло поле a6 · бяла пешка на бяло поле c6 · черна пешка на бяло поле h5 | бял цар на черно поле h8 · черен цар на бяло поле a6 · бяла пешка на бяло поле c6 · черна пешка на бяло поле h5 | бял цар на черно поле h8 · черен цар на бяло поле a6 · бяла пешка на бяло поле c6 · черна пешка на бяло поле h5 | 8 |
| 7 | бял цар на черно поле h8 · черен цар на бяло поле a6 · бяла пешка на бяло поле c6 · черна пешка на бяло поле h5 | бял цар на черно поле h8 · черен цар на бяло поле a6 · бяла пешка на бяло поле c6 · черна пешка на бяло поле h5 | бял цар на черно поле h8 · черен цар на бяло поле a6 · бяла пешка на бяло поле c6 · черна пешка на бяло поле h5 | бял цар на черно поле h8 · черен цар на бяло поле a6 · бяла пешка на бяло поле c6 · черна пешка на бяло поле h5 | бял цар на черно поле h8 · черен цар на бяло поле a6 · бяла пешка на бяло поле c6 · черна пешка на бяло поле h5 | бял цар на черно поле h8 · черен цар на бяло поле a6 · бяла пешка на бяло поле c6 · черна пешка на бяло поле h5 | бял цар на черно поле h8 · черен цар на бяло поле a6 · бяла пешка на бяло поле c6 · черна пешка на бяло поле h5 | бял цар на черно поле h8 · черен цар на бяло поле a6 · бяла пешка на бяло поле c6 · черна пешка на бяло поле h5 | 7 |
| 6 | бял цар на черно поле h8 · черен цар на бяло поле a6 · бяла пешка на бяло поле c6 · черна пешка на бяло поле h5 | бял цар на черно поле h8 · черен цар на бяло поле a6 · бяла пешка на бяло поле c6 · черна пешка на бяло поле h5 | бял цар на черно поле h8 · черен цар на бяло поле a6 · бяла пешка на бяло поле c6 · черна пешка на бяло поле h5 | бял цар на черно поле h8 · черен цар на бяло поле a6 · бяла пешка на бяло поле c6 · черна пешка на бяло поле h5 | бял цар на черно поле h8 · черен цар на бяло поле a6 · бяла пешка на бяло поле c6 · черна пешка на бяло поле h5 | бял цар на черно поле h8 · черен цар на бяло поле a6 · бяла пешка на бяло поле c6 · черна пешка на бяло поле h5 | бял цар на черно поле h8 · черен цар на бяло поле a6 · бяла пешка на бяло поле c6 · черна пешка на бяло поле h5 | бял цар на черно поле h8 · черен цар на бяло поле a6 · бяла пешка на бяло поле c6 · черна пешка на бяло поле h5 | 6 |
| 5 | бял цар на черно поле h8 · черен цар на бяло поле a6 · бяла пешка на бяло поле c6 · черна пешка на бяло поле h5 | бял цар на черно поле h8 · черен цар на бяло поле a6 · бяла пешка на бяло поле c6 · черна пешка на бяло поле h5 | бял цар на черно поле h8 · черен цар на бяло поле a6 · бяла пешка на бяло поле c6 · черна пешка на бяло поле h5 | бял цар на черно поле h8 · черен цар на бяло поле a6 · бяла пешка на бяло поле c6 · черна пешка на бяло поле h5 | бял цар на черно поле h8 · черен цар на бяло поле a6 · бяла пешка на бяло поле c6 · черна пешка на бяло поле h5 | бял цар на черно поле h8 · черен цар на бяло поле a6 · бяла пешка на бяло поле c6 · черна пешка на бяло поле h5 | бял цар на черно поле h8 · черен цар на бяло поле a6 · бяла пешка на бяло поле c6 · черна пешка на бяло поле h5 | бял цар на черно поле h8 · черен цар на бяло поле a6 · бяла пешка на бяло поле c6 · черна пешка на бяло поле h5 | 5 |
| 4 | бял цар на черно поле h8 · черен цар на бяло поле a6 · бяла пешка на бяло поле c6 · черна пешка на бяло поле h5 | бял цар на черно поле h8 · черен цар на бяло поле a6 · бяла пешка на бяло поле c6 · черна пешка на бяло поле h5 | бял цар на черно поле h8 · черен цар на бяло поле a6 · бяла пешка на бяло поле c6 · черна пешка на бяло поле h5 | бял цар на черно поле h8 · черен цар на бяло поле a6 · бяла пешка на бяло поле c6 · черна пешка на бяло поле h5 | бял цар на черно поле h8 · черен цар на бяло поле a6 · бяла пешка на бяло поле c6 · черна пешка на бяло поле h5 | бял цар на черно поле h8 · черен цар на бяло поле a6 · бяла пешка на бяло поле c6 · черна пешка на бяло поле h5 | бял цар на черно поле h8 · черен цар на бяло поле a6 · бяла пешка на бяло поле c6 · черна пешка на бяло поле h5 | бял цар на черно поле h8 · черен цар на бяло поле a6 · бяла пешка на бяло поле c6 · черна пешка на бяло поле h5 | 4 |
| 3 | бял цар на черно поле h8 · черен цар на бяло поле a6 · бяла пешка на бяло поле c6 · черна пешка на бяло поле h5 | бял цар на черно поле h8 · черен цар на бяло поле a6 · бяла пешка на бяло поле c6 · черна пешка на бяло поле h5 | бял цар на черно поле h8 · черен цар на бяло поле a6 · бяла пешка на бяло поле c6 · черна пешка на бяло поле h5 | бял цар на черно поле h8 · черен цар на бяло поле a6 · бяла пешка на бяло поле c6 · черна пешка на бяло поле h5 | бял цар на черно поле h8 · черен цар на бяло поле a6 · бяла пешка на бяло поле c6 · черна пешка на бяло поле h5 | бял цар на черно поле h8 · черен цар на бяло поле a6 · бяла пешка на бяло поле c6 · черна пешка на бяло поле h5 | бял цар на черно поле h8 · черен цар на бяло поле a6 · бяла пешка на бяло поле c6 · черна пешка на бяло поле h5 | бял цар на черно поле h8 · черен цар на бяло поле a6 · бяла пешка на бяло поле c6 · черна пешка на бяло поле h5 | 3 |
| 2 | бял цар на черно поле h8 · черен цар на бяло поле a6 · бяла пешка на бяло поле c6 · черна пешка на бяло поле h5 | бял цар на черно поле h8 · черен цар на бяло поле a6 · бяла пешка на бяло поле c6 · черна пешка на бяло поле h5 | бял цар на черно поле h8 · черен цар на бяло поле a6 · бяла пешка на бяло поле c6 · черна пешка на бяло поле h5 | бял цар на черно поле h8 · черен цар на бяло поле a6 · бяла пешка на бяло поле c6 · черна пешка на бяло поле h5 | бял цар на черно поле h8 · черен цар на бяло поле a6 · бяла пешка на бяло поле c6 · черна пешка на бяло поле h5 | бял цар на черно поле h8 · черен цар на бяло поле a6 · бяла пешка на бяло поле c6 · черна пешка на бяло поле h5 | бял цар на черно поле h8 · черен цар на бяло поле a6 · бяла пешка на бяло поле c6 · черна пешка на бяло поле h5 | бял цар на черно поле h8 · черен цар на бяло поле a6 · бяла пешка на бяло поле c6 · черна пешка на бяло поле h5 | 2 |
| 1 | бял цар на черно поле h8 · черен цар на бяло поле a6 · бяла пешка на бяло поле c6 · черна пешка на бяло поле h5 | бял цар на черно поле h8 · черен цар на бяло поле a6 · бяла пешка на бяло поле c6 · черна пешка на бяло поле h5 | бял цар на черно поле h8 · черен цар на бяло поле a6 · бяла пешка на бяло поле c6 · черна пешка на бяло поле h5 | бял цар на черно поле h8 · черен цар на бяло поле a6 · бяла пешка на бяло поле c6 · черна пешка на бяло поле h5 | бял цар на черно поле h8 · черен цар на бяло поле a6 · бяла пешка на бяло поле c6 · черна пешка на бяло поле h5 | бял цар на черно поле h8 · черен цар на бяло поле a6 · бяла пешка на бяло поле c6 · черна пешка на бяло поле h5 | бял цар на черно поле h8 · черен цар на бяло поле a6 · бяла пешка на бяло поле c6 · черна пешка на бяло поле h5 | бял цар на черно поле h8 · черен цар на бяло поле a6 · бяла пешка на бяло поле c6 · черна пешка на бяло поле h5 | 1 |
|   | a | b | c | d | e | f | g | h |   |

Етюдът на Рети на диаграма 4 е един от най-известните шахматни етюди в света. Той е рядко изключение, при което белите могат да постигнат реми въпреки очевидната малоценност на позицията. На пръв поглед изглежда, че задачата е неизпълнима: не е възможно белият цар да настигне черната пешка с (1. Цh7 h4 2. Цh6 h3 и т.н.); черният цар лесно може да задържи бялата пешка, ако се придвижи напред. С интересна маневра обаче белите успяват да постигнат реми. 1. Цg7! h4 2. Цf6 Цb6 (след 2…h3 3. Це7 h2 4. c7 Цb7 5. Цd7 пешките стават царици едновременно) 3. Це5! Сега след 3…Ц:c6 
4. Цf4 белият цар попада в квадрата на пешката и я задържа, а ако 3…h3, то след 4. Цd6 отново пешките едновременно се превръщат в дами. И в двата случая играта завършва наравно (реми).
Според някои изследователи този етюд е публикуван за първи път в Deutsch-Österreichische Tageszeitung на 11 септември 1921 г. 
Етюдът е публикуван и в списание „Kagans Neueste Schachnachrichten“ през 1922 г. (Артур Мандлер, приятел и биограф на Рети, в своя сборник от етюди на Рети посочва 1921 като година на публикуване в Kagans Neueste).
|   | a | b | c | d | e | f | g | h |   |
| 8 | бял цар на черно поле e7 · черна пешка на бяло поле d5 · черен цар на черно поле e5 · бял топ на черно поле d4 | бял цар на черно поле e7 · черна пешка на бяло поле d5 · черен цар на черно поле e5 · бял топ на черно поле d4 | бял цар на черно поле e7 · черна пешка на бяло поле d5 · черен цар на черно поле e5 · бял топ на черно поле d4 | бял цар на черно поле e7 · черна пешка на бяло поле d5 · черен цар на черно поле e5 · бял топ на черно поле d4 | бял цар на черно поле e7 · черна пешка на бяло поле d5 · черен цар на черно поле e5 · бял топ на черно поле d4 | бял цар на черно поле e7 · черна пешка на бяло поле d5 · черен цар на черно поле e5 · бял топ на черно поле d4 | бял цар на черно поле e7 · черна пешка на бяло поле d5 · черен цар на черно поле e5 · бял топ на черно поле d4 | бял цар на черно поле e7 · черна пешка на бяло поле d5 · черен цар на черно поле e5 · бял топ на черно поле d4 | 8 |
| 7 | бял цар на черно поле e7 · черна пешка на бяло поле d5 · черен цар на черно поле e5 · бял топ на черно поле d4 | бял цар на черно поле e7 · черна пешка на бяло поле d5 · черен цар на черно поле e5 · бял топ на черно поле d4 | бял цар на черно поле e7 · черна пешка на бяло поле d5 · черен цар на черно поле e5 · бял топ на черно поле d4 | бял цар на черно поле e7 · черна пешка на бяло поле d5 · черен цар на черно поле e5 · бял топ на черно поле d4 | бял цар на черно поле e7 · черна пешка на бяло поле d5 · черен цар на черно поле e5 · бял топ на черно поле d4 | бял цар на черно поле e7 · черна пешка на бяло поле d5 · черен цар на черно поле e5 · бял топ на черно поле d4 | бял цар на черно поле e7 · черна пешка на бяло поле d5 · черен цар на черно поле e5 · бял топ на черно поле d4 | бял цар на черно поле e7 · черна пешка на бяло поле d5 · черен цар на черно поле e5 · бял топ на черно поле d4 | 7 |
| 6 | бял цар на черно поле e7 · черна пешка на бяло поле d5 · черен цар на черно поле e5 · бял топ на черно поле d4 | бял цар на черно поле e7 · черна пешка на бяло поле d5 · черен цар на черно поле e5 · бял топ на черно поле d4 | бял цар на черно поле e7 · черна пешка на бяло поле d5 · черен цар на черно поле e5 · бял топ на черно поле d4 | бял цар на черно поле e7 · черна пешка на бяло поле d5 · черен цар на черно поле e5 · бял топ на черно поле d4 | бял цар на черно поле e7 · черна пешка на бяло поле d5 · черен цар на черно поле e5 · бял топ на черно поле d4 | бял цар на черно поле e7 · черна пешка на бяло поле d5 · черен цар на черно поле e5 · бял топ на черно поле d4 | бял цар на черно поле e7 · черна пешка на бяло поле d5 · черен цар на черно поле e5 · бял топ на черно поле d4 | бял цар на черно поле e7 · черна пешка на бяло поле d5 · черен цар на черно поле e5 · бял топ на черно поле d4 | 6 |
| 5 | бял цар на черно поле e7 · черна пешка на бяло поле d5 · черен цар на черно поле e5 · бял топ на черно поле d4 | бял цар на черно поле e7 · черна пешка на бяло поле d5 · черен цар на черно поле e5 · бял топ на черно поле d4 | бял цар на черно поле e7 · черна пешка на бяло поле d5 · черен цар на черно поле e5 · бял топ на черно поле d4 | бял цар на черно поле e7 · черна пешка на бяло поле d5 · черен цар на черно поле e5 · бял топ на черно поле d4 | бял цар на черно поле e7 · черна пешка на бяло поле d5 · черен цар на черно поле e5 · бял топ на черно поле d4 | бял цар на черно поле e7 · черна пешка на бяло поле d5 · черен цар на черно поле e5 · бял топ на черно поле d4 | бял цар на черно поле e7 · черна пешка на бяло поле d5 · черен цар на черно поле e5 · бял топ на черно поле d4 | бял цар на черно поле e7 · черна пешка на бяло поле d5 · черен цар на черно поле e5 · бял топ на черно поле d4 | 5 |
| 4 | бял цар на черно поле e7 · черна пешка на бяло поле d5 · черен цар на черно поле e5 · бял топ на черно поле d4 | бял цар на черно поле e7 · черна пешка на бяло поле d5 · черен цар на черно поле e5 · бял топ на черно поле d4 | бял цар на черно поле e7 · черна пешка на бяло поле d5 · черен цар на черно поле e5 · бял топ на черно поле d4 | бял цар на черно поле e7 · черна пешка на бяло поле d5 · черен цар на черно поле e5 · бял топ на черно поле d4 | бял цар на черно поле e7 · черна пешка на бяло поле d5 · черен цар на черно поле e5 · бял топ на черно поле d4 | бял цар на черно поле e7 · черна пешка на бяло поле d5 · черен цар на черно поле e5 · бял топ на черно поле d4 | бял цар на черно поле e7 · черна пешка на бяло поле d5 · черен цар на черно поле e5 · бял топ на черно поле d4 | бял цар на черно поле e7 · черна пешка на бяло поле d5 · черен цар на черно поле e5 · бял топ на черно поле d4 | 4 |
| 3 | бял цар на черно поле e7 · черна пешка на бяло поле d5 · черен цар на черно поле e5 · бял топ на черно поле d4 | бял цар на черно поле e7 · черна пешка на бяло поле d5 · черен цар на черно поле e5 · бял топ на черно поле d4 | бял цар на черно поле e7 · черна пешка на бяло поле d5 · черен цар на черно поле e5 · бял топ на черно поле d4 | бял цар на черно поле e7 · черна пешка на бяло поле d5 · черен цар на черно поле e5 · бял топ на черно поле d4 | бял цар на черно поле e7 · черна пешка на бяло поле d5 · черен цар на черно поле e5 · бял топ на черно поле d4 | бял цар на черно поле e7 · черна пешка на бяло поле d5 · черен цар на черно поле e5 · бял топ на черно поле d4 | бял цар на черно поле e7 · черна пешка на бяло поле d5 · черен цар на черно поле e5 · бял топ на черно поле d4 | бял цар на черно поле e7 · черна пешка на бяло поле d5 · черен цар на черно поле e5 · бял топ на черно поле d4 | 3 |
| 2 | бял цар на черно поле e7 · черна пешка на бяло поле d5 · черен цар на черно поле e5 · бял топ на черно поле d4 | бял цар на черно поле e7 · черна пешка на бяло поле d5 · черен цар на черно поле e5 · бял топ на черно поле d4 | бял цар на черно поле e7 · черна пешка на бяло поле d5 · черен цар на черно поле e5 · бял топ на черно поле d4 | бял цар на черно поле e7 · черна пешка на бяло поле d5 · черен цар на черно поле e5 · бял топ на черно поле d4 | бял цар на черно поле e7 · черна пешка на бяло поле d5 · черен цар на черно поле e5 · бял топ на черно поле d4 | бял цар на черно поле e7 · черна пешка на бяло поле d5 · черен цар на черно поле e5 · бял топ на черно поле d4 | бял цар на черно поле e7 · черна пешка на бяло поле d5 · черен цар на черно поле e5 · бял топ на черно поле d4 | бял цар на черно поле e7 · черна пешка на бяло поле d5 · черен цар на черно поле e5 · бял топ на черно поле d4 | 2 |
| 1 | бял цар на черно поле e7 · черна пешка на бяло поле d5 · черен цар на черно поле e5 · бял топ на черно поле d4 | бял цар на черно поле e7 · черна пешка на бяло поле d5 · черен цар на черно поле e5 · бял топ на черно поле d4 | бял цар на черно поле e7 · черна пешка на бяло поле d5 · черен цар на черно поле e5 · бял топ на черно поле d4 | бял цар на черно поле e7 · черна пешка на бяло поле d5 · черен цар на черно поле e5 · бял топ на черно поле d4 | бял цар на черно поле e7 · черна пешка на бяло поле d5 · черен цар на черно поле e5 · бял топ на черно поле d4 | бял цар на черно поле e7 · черна пешка на бяло поле d5 · черен цар на черно поле e5 · бял топ на черно поле d4 | бял цар на черно поле e7 · черна пешка на бяло поле d5 · черен цар на черно поле e5 · бял топ на черно поле d4 | бял цар на черно поле e7 · черна пешка на бяло поле d5 · черен цар на черно поле e5 · бял топ на черно поле d4 | 1 |
|   | a | b | c | d | e | f | g | h |   |

|   | a | b | c | d | e | f | g | h |   |
| 8 | черен цар на бяло поле d7 · бял цар на черно поле b6 · бял офицер на бяло поле e4 · бял топ на черно поле f4 · черна пешка на черно поле e3 · черна пешка на бяло поле e2 | черен цар на бяло поле d7 · бял цар на черно поле b6 · бял офицер на бяло поле e4 · бял топ на черно поле f4 · черна пешка на черно поле e3 · черна пешка на бяло поле e2 | черен цар на бяло поле d7 · бял цар на черно поле b6 · бял офицер на бяло поле e4 · бял топ на черно поле f4 · черна пешка на черно поле e3 · черна пешка на бяло поле e2 | черен цар на бяло поле d7 · бял цар на черно поле b6 · бял офицер на бяло поле e4 · бял топ на черно поле f4 · черна пешка на черно поле e3 · черна пешка на бяло поле e2 | черен цар на бяло поле d7 · бял цар на черно поле b6 · бял офицер на бяло поле e4 · бял топ на черно поле f4 · черна пешка на черно поле e3 · черна пешка на бяло поле e2 | черен цар на бяло поле d7 · бял цар на черно поле b6 · бял офицер на бяло поле e4 · бял топ на черно поле f4 · черна пешка на черно поле e3 · черна пешка на бяло поле e2 | черен цар на бяло поле d7 · бял цар на черно поле b6 · бял офицер на бяло поле e4 · бял топ на черно поле f4 · черна пешка на черно поле e3 · черна пешка на бяло поле e2 | черен цар на бяло поле d7 · бял цар на черно поле b6 · бял офицер на бяло поле e4 · бял топ на черно поле f4 · черна пешка на черно поле e3 · черна пешка на бяло поле e2 | 8 |
| 7 | черен цар на бяло поле d7 · бял цар на черно поле b6 · бял офицер на бяло поле e4 · бял топ на черно поле f4 · черна пешка на черно поле e3 · черна пешка на бяло поле e2 | черен цар на бяло поле d7 · бял цар на черно поле b6 · бял офицер на бяло поле e4 · бял топ на черно поле f4 · черна пешка на черно поле e3 · черна пешка на бяло поле e2 | черен цар на бяло поле d7 · бял цар на черно поле b6 · бял офицер на бяло поле e4 · бял топ на черно поле f4 · черна пешка на черно поле e3 · черна пешка на бяло поле e2 | черен цар на бяло поле d7 · бял цар на черно поле b6 · бял офицер на бяло поле e4 · бял топ на черно поле f4 · черна пешка на черно поле e3 · черна пешка на бяло поле e2 | черен цар на бяло поле d7 · бял цар на черно поле b6 · бял офицер на бяло поле e4 · бял топ на черно поле f4 · черна пешка на черно поле e3 · черна пешка на бяло поле e2 | черен цар на бяло поле d7 · бял цар на черно поле b6 · бял офицер на бяло поле e4 · бял топ на черно поле f4 · черна пешка на черно поле e3 · черна пешка на бяло поле e2 | черен цар на бяло поле d7 · бял цар на черно поле b6 · бял офицер на бяло поле e4 · бял топ на черно поле f4 · черна пешка на черно поле e3 · черна пешка на бяло поле e2 | черен цар на бяло поле d7 · бял цар на черно поле b6 · бял офицер на бяло поле e4 · бял топ на черно поле f4 · черна пешка на черно поле e3 · черна пешка на бяло поле e2 | 7 |
| 6 | черен цар на бяло поле d7 · бял цар на черно поле b6 · бял офицер на бяло поле e4 · бял топ на черно поле f4 · черна пешка на черно поле e3 · черна пешка на бяло поле e2 | черен цар на бяло поле d7 · бял цар на черно поле b6 · бял офицер на бяло поле e4 · бял топ на черно поле f4 · черна пешка на черно поле e3 · черна пешка на бяло поле e2 | черен цар на бяло поле d7 · бял цар на черно поле b6 · бял офицер на бяло поле e4 · бял топ на черно поле f4 · черна пешка на черно поле e3 · черна пешка на бяло поле e2 | черен цар на бяло поле d7 · бял цар на черно поле b6 · бял офицер на бяло поле e4 · бял топ на черно поле f4 · черна пешка на черно поле e3 · черна пешка на бяло поле e2 | черен цар на бяло поле d7 · бял цар на черно поле b6 · бял офицер на бяло поле e4 · бял топ на черно поле f4 · черна пешка на черно поле e3 · черна пешка на бяло поле e2 | черен цар на бяло поле d7 · бял цар на черно поле b6 · бял офицер на бяло поле e4 · бял топ на черно поле f4 · черна пешка на черно поле e3 · черна пешка на бяло поле e2 | черен цар на бяло поле d7 · бял цар на черно поле b6 · бял офицер на бяло поле e4 · бял топ на черно поле f4 · черна пешка на черно поле e3 · черна пешка на бяло поле e2 | черен цар на бяло поле d7 · бял цар на черно поле b6 · бял офицер на бяло поле e4 · бял топ на черно поле f4 · черна пешка на черно поле e3 · черна пешка на бяло поле e2 | 6 |
| 5 | черен цар на бяло поле d7 · бял цар на черно поле b6 · бял офицер на бяло поле e4 · бял топ на черно поле f4 · черна пешка на черно поле e3 · черна пешка на бяло поле e2 | черен цар на бяло поле d7 · бял цар на черно поле b6 · бял офицер на бяло поле e4 · бял топ на черно поле f4 · черна пешка на черно поле e3 · черна пешка на бяло поле e2 | черен цар на бяло поле d7 · бял цар на черно поле b6 · бял офицер на бяло поле e4 · бял топ на черно поле f4 · черна пешка на черно поле e3 · черна пешка на бяло поле e2 | черен цар на бяло поле d7 · бял цар на черно поле b6 · бял офицер на бяло поле e4 · бял топ на черно поле f4 · черна пешка на черно поле e3 · черна пешка на бяло поле e2 | черен цар на бяло поле d7 · бял цар на черно поле b6 · бял офицер на бяло поле e4 · бял топ на черно поле f4 · черна пешка на черно поле e3 · черна пешка на бяло поле e2 | черен цар на бяло поле d7 · бял цар на черно поле b6 · бял офицер на бяло поле e4 · бял топ на черно поле f4 · черна пешка на черно поле e3 · черна пешка на бяло поле e2 | черен цар на бяло поле d7 · бял цар на черно поле b6 · бял офицер на бяло поле e4 · бял топ на черно поле f4 · черна пешка на черно поле e3 · черна пешка на бяло поле e2 | черен цар на бяло поле d7 · бял цар на черно поле b6 · бял офицер на бяло поле e4 · бял топ на черно поле f4 · черна пешка на черно поле e3 · черна пешка на бяло поле e2 | 5 |
| 4 | черен цар на бяло поле d7 · бял цар на черно поле b6 · бял офицер на бяло поле e4 · бял топ на черно поле f4 · черна пешка на черно поле e3 · черна пешка на бяло поле e2 | черен цар на бяло поле d7 · бял цар на черно поле b6 · бял офицер на бяло поле e4 · бял топ на черно поле f4 · черна пешка на черно поле e3 · черна пешка на бяло поле e2 | черен цар на бяло поле d7 · бял цар на черно поле b6 · бял офицер на бяло поле e4 · бял топ на черно поле f4 · черна пешка на черно поле e3 · черна пешка на бяло поле e2 | черен цар на бяло поле d7 · бял цар на черно поле b6 · бял офицер на бяло поле e4 · бял топ на черно поле f4 · черна пешка на черно поле e3 · черна пешка на бяло поле e2 | черен цар на бяло поле d7 · бял цар на черно поле b6 · бял офицер на бяло поле e4 · бял топ на черно поле f4 · черна пешка на черно поле e3 · черна пешка на бяло поле e2 | черен цар на бяло поле d7 · бял цар на черно поле b6 · бял офицер на бяло поле e4 · бял топ на черно поле f4 · черна пешка на черно поле e3 · черна пешка на бяло поле e2 | черен цар на бяло поле d7 · бял цар на черно поле b6 · бял офицер на бяло поле e4 · бял топ на черно поле f4 · черна пешка на черно поле e3 · черна пешка на бяло поле e2 | черен цар на бяло поле d7 · бял цар на черно поле b6 · бял офицер на бяло поле e4 · бял топ на черно поле f4 · черна пешка на черно поле e3 · черна пешка на бяло поле e2 | 4 |
| 3 | черен цар на бяло поле d7 · бял цар на черно поле b6 · бял офицер на бяло поле e4 · бял топ на черно поле f4 · черна пешка на черно поле e3 · черна пешка на бяло поле e2 | черен цар на бяло поле d7 · бял цар на черно поле b6 · бял офицер на бяло поле e4 · бял топ на черно поле f4 · черна пешка на черно поле e3 · черна пешка на бяло поле e2 | черен цар на бяло поле d7 · бял цар на черно поле b6 · бял офицер на бяло поле e4 · бял топ на черно поле f4 · черна пешка на черно поле e3 · черна пешка на бяло поле e2 | черен цар на бяло поле d7 · бял цар на черно поле b6 · бял офицер на бяло поле e4 · бял топ на черно поле f4 · черна пешка на черно поле e3 · черна пешка на бяло поле e2 | черен цар на бяло поле d7 · бял цар на черно поле b6 · бял офицер на бяло поле e4 · бял топ на черно поле f4 · черна пешка на черно поле e3 · черна пешка на бяло поле e2 | черен цар на бяло поле d7 · бял цар на черно поле b6 · бял офицер на бяло поле e4 · бял топ на черно поле f4 · черна пешка на черно поле e3 · черна пешка на бяло поле e2 | черен цар на бяло поле d7 · бял цар на черно поле b6 · бял офицер на бяло поле e4 · бял топ на черно поле f4 · черна пешка на черно поле e3 · черна пешка на бяло поле e2 | черен цар на бяло поле d7 · бял цар на черно поле b6 · бял офицер на бяло поле e4 · бял топ на черно поле f4 · черна пешка на черно поле e3 · черна пешка на бяло поле e2 | 3 |
| 2 | черен цар на бяло поле d7 · бял цар на черно поле b6 · бял офицер на бяло поле e4 · бял топ на черно поле f4 · черна пешка на черно поле e3 · черна пешка на бяло поле e2 | черен цар на бяло поле d7 · бял цар на черно поле b6 · бял офицер на бяло поле e4 · бял топ на черно поле f4 · черна пешка на черно поле e3 · черна пешка на бяло поле e2 | черен цар на бяло поле d7 · бял цар на черно поле b6 · бял офицер на бяло поле e4 · бял топ на черно поле f4 · черна пешка на черно поле e3 · черна пешка на бяло поле e2 | черен цар на бяло поле d7 · бял цар на черно поле b6 · бял офицер на бяло поле e4 · бял топ на черно поле f4 · черна пешка на черно поле e3 · черна пешка на бяло поле e2 | черен цар на бяло поле d7 · бял цар на черно поле b6 · бял офицер на бяло поле e4 · бял топ на черно поле f4 · черна пешка на черно поле e3 · черна пешка на бяло поле e2 | черен цар на бяло поле d7 · бял цар на черно поле b6 · бял офицер на бяло поле e4 · бял топ на черно поле f4 · черна пешка на черно поле e3 · черна пешка на бяло поле e2 | черен цар на бяло поле d7 · бял цар на черно поле b6 · бял офицер на бяло поле e4 · бял топ на черно поле f4 · черна пешка на черно поле e3 · черна пешка на бяло поле e2 | черен цар на бяло поле d7 · бял цар на черно поле b6 · бял офицер на бяло поле e4 · бял топ на черно поле f4 · черна пешка на черно поле e3 · черна пешка на бяло поле e2 | 2 |
| 1 | черен цар на бяло поле d7 · бял цар на черно поле b6 · бял офицер на бяло поле e4 · бял топ на черно поле f4 · черна пешка на черно поле e3 · черна пешка на бяло поле e2 | черен цар на бяло поле d7 · бял цар на черно поле b6 · бял офицер на бяло поле e4 · бял топ на черно поле f4 · черна пешка на черно поле e3 · черна пешка на бяло поле e2 | черен цар на бяло поле d7 · бял цар на черно поле b6 · бял офицер на бяло поле e4 · бял топ на черно поле f4 · черна пешка на черно поле e3 · черна пешка на бяло поле e2 | черен цар на бяло поле d7 · бял цар на черно поле b6 · бял офицер на бяло поле e4 · бял топ на черно поле f4 · черна пешка на черно поле e3 · черна пешка на бяло поле e2 | черен цар на бяло поле d7 · бял цар на черно поле b6 · бял офицер на бяло поле e4 · бял топ на черно поле f4 · черна пешка на черно поле e3 · черна пешка на бяло поле e2 | черен цар на бяло поле d7 · бял цар на черно поле b6 · бял офицер на бяло поле e4 · бял топ на черно поле f4 · черна пешка на черно поле e3 · черна пешка на бяло поле e2 | черен цар на бяло поле d7 · бял цар на черно поле b6 · бял офицер на бяло поле e4 · бял топ на черно поле f4 · черна пешка на черно поле e3 · черна пешка на бяло поле e2 | черен цар на бяло поле d7 · бял цар на черно поле b6 · бял офицер на бяло поле e4 · бял топ на черно поле f4 · черна пешка на черно поле e3 · черна пешка на бяло поле e2 | 1 |
|   | a | b | c | d | e | f | g | h |   |

В позицията на диаграма 5 е необходима правилна маневра с топа. Грешно е 1.Тd1? d4! 2.Цd7 Цd5 3.Цс7 Цс5 и взаимен цугцванг в полза на черните. Слабо е и 2.Цf7? Це4 3.Це6 d3 или 2.Тd2? Це4 3.Цd6 Це3 4.Тd1 d3. Решението е 
1.Тd2(d3)! d4 2.Тd1! Цd5 3.Цd7 и в цугцванг попадат черните. 3. ... Це5 (3. ... Цс5 4.Це6, 3. ... Це4 4.Цd6) 4.Цс6 Це4 5.Цс5±.
В етюда на диаграма 6 изглежда, че белите не могат да предотвратят произвежждането на черна дама. Затова единственият път към успеха е с шахове да достигнат до спечелена позиция: 1. Оf5+ Цd8! 2. Тd4+ Це7 3. Те4+ Цd8! 4. Оd7!! (4. Т:e3? e1Д 5. Т:e1 води до пат) e1Д 5. Оb5!! и матът чрез Те8 е неизбежен.